# Janet Frame
Pour les articles homonymes, voir Frame.
Janet Frame (/ˈd͡ʒænɪt fɹeɪm/), née le 28 août 1924 à Dunedin et morte le 29 janvier 2004 dans la même ville, est une écrivaine néo-zélandaise. Sa vie est marquée par de nombreux internements en institution psychiatrique à la suite d'un diagnostic de schizophrénie qui se révèle erroné. Elle laisse 13 romans, trois volumes d'autobiographie, cinq recueils de nouvelles et trois de poésie. Son nom avait été avancé pour le prix Nobel de littérature.

## Biographie

### 1924-1956: Nouvelle-Zélande
La famille paternelle de Janet Frame est originaire d'Écosse. Son grand-père, Alexander, quitte Hamilton dans les années 1870 pour s'installer à Oamaru. Il épouse en 1877 Mary Peterson qui, après avoir commencé à huit ans à travailler dans une filature de coton, arrive en Nouvelle-Zélande en 1874 sans savoir ni lire ni écrire. Alexander travaille comme forgeron. Le couple a huit fils et quatre filles, dont George, le père de Janet, né en 1894. La famille déménage en 1899 à Port Chalmers, puis à Dunedin en 1901.
La famille maternelle est originaire d'Angleterre. Son niveau social et culturel est plus élevé, au contraire de ses moyens financiers. La famille est de religion christadelphe, ce qui conduit le futur oncle de Janet Frame à être emprisonné pour objection de conscience.
À l'âge de 18 ans, George Frame est embauché aux chemins de fer comme nettoyeur, puis gravit peu à peu les échelons. Il épouse le 25 mars 1916 Lottie Godfrey, qui travaille comme domestique. Il est mobilisé un mois plus tard pour la première guerre mondiale, il sert dans le Génie (en) et ne rentre en Nouvelle-Zélande qu'en mars 1919.
Le couple s'installe d'abord à St Kilda puis, au gré des affectations de la compagnie de chemin de fer, habite à Outram, Glenham, Wyndham, avant de se fixer en 1931 au 56 Eden Street à Oamaru jusqu'en février 1944, puis dans le faubourg de Willowglen.

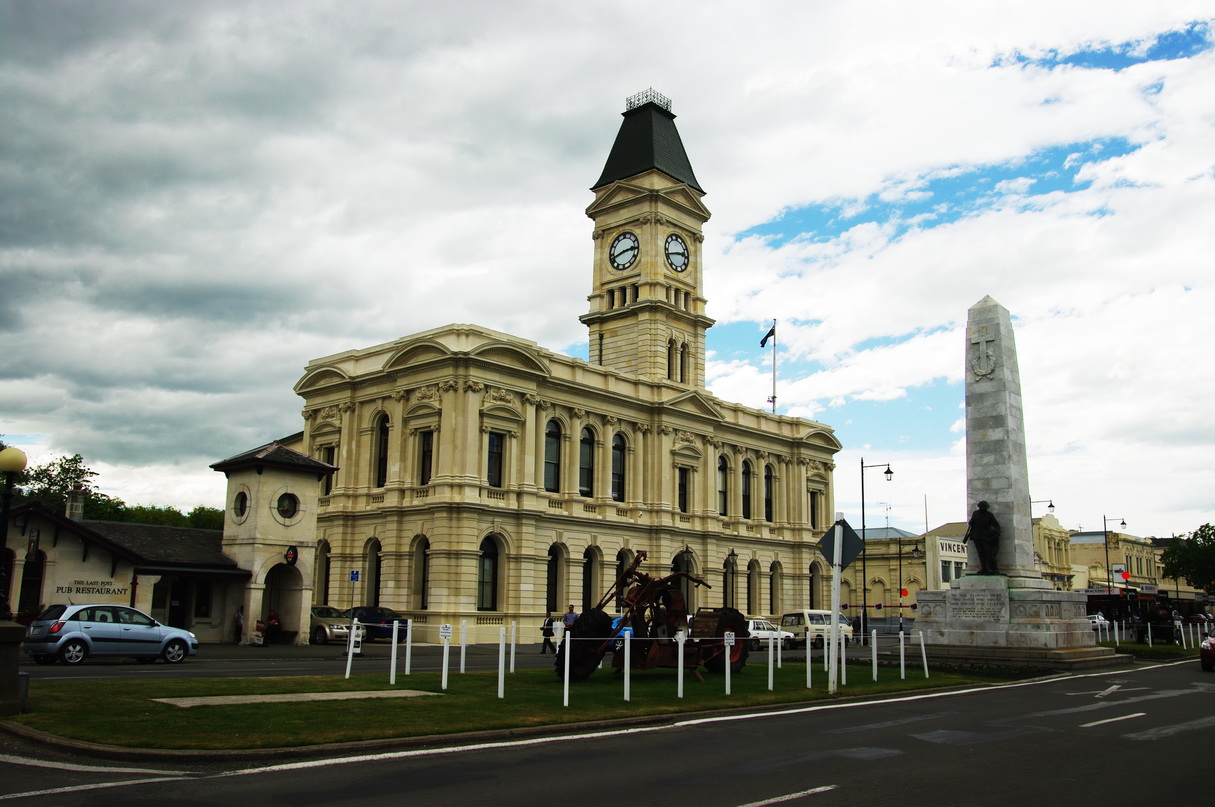
Tour de l'horloge d'Oamaru

Myrtle, l'aînée de la famille, naît en décembre 1920, Geordie, le seul garçon, en 1923, Janet en août 1924, Isabel en mai 1925 et June en juin 1928. Janet est la survivante de jumeaux dont le second est resté à l'état d'embryon.
Le niveau de vie est faible, ce qui entraine une forme d'ostracisme informel de la part des voisins. Il est aggravé par les difficultés économiques engendrées par la Crise de 1929, ainsi que par le coût du suivi médical de Geordie, qui se révèle être épileptique. Janet se plaint toute sa scolarité secondaire de devoir porter le même uniforme, qui la serre de plus en plus, ses parents n'ayant pas les moyens d'en acheter un autre ; de sa chevelure rousse rebelle ; et de devoir cacher l'état de ses dents, la Sécurité Sociale, nouvellement créée, ne prenant pas en charge les soins dentaires.
Janet Frame fait son entrée à l'école d'Oamaru en février 1931 et, grâce à une bourse, rejoint l'école secondaire en 1937. Elle y est considérée comme détachée, timide, solitaire, différente, très intelligente mais sans sens social. Janet est dépressive tout au long de sa dernière année de secondaire. Sa famille a décidé qu'elle serait enseignante, elle veut être poète. Sa sœur aînée Myrtle se noie en 1937.
Admise à l'Université d'Otago, elle s'installe en février 1943 chez une tante, qui lui offre gîte et maigre couvert pour un prix modique. Diplômée deux ans plus tard, elle doit effectuer une année comme enseignante probatoire, ce qui la terrorise, et la crainte « d'être jugée » la rend de plus en plus dépressive. Quand l'inspecteur se présente dans sa classe, elle s'enfuit et fait une tentative de suicide. Elle consulte le psychiatre John Money, en exagérant les symptômes qu'elle dit ressentir (elle avoue plus tard avoir « comploté »). Examinée par d'autres médecins à l'hôpital de Dunedin, elle est diagnostiquée schizophrène, puis internée à l'asile de Seacliff (en) pendant six semaines. À sa sortie, elle prend un emploi à mi-temps de femme de ménage, qui lui permet d'écrire le reste de la journée ce qui deviendra The Lagoon.
En février 1947, Isabel Frame se noie à Picton, dix ans après sa sœur Myrtle. En août, Janet occupe un emploi de femme de chambre dans un hôtel de Christchurch ; elle consulte une nouvelle psychiatre et se fait admettre volontairement en février 1948 à l'hôpital psychiatrique Sunnyside qui pratique la thérapie par électrochoc. Après 12 semaines d'hospitalisation, elle entre à Oamaru, puis est à nouveau internée de force à Seacliff. Elle passe plus de quatre des six années suivantes à l'hôpital, subissant de nombreuses électrothérapies. Cependant, les nouvelles écrites quelques années plus tôt finissent par paraître et reçoivent le prestigieux prix littéraire Hubert Church Memorial Award (en), ce qui la sauve de la lobotomie qui était programmée. Quelques autres nouvelles paraissent dans la revue Landfall de Charles Brasch, mais elle se fait réadmettre à Seacliff au premier trimestre 1955. À sa sortie, elle s'installe à Auckland et y rencontre l'écrivain Frank Sargeson. Celui-ci lui propose de loger dans une cabane de son jardin, où elle écrit en quatre mois Owls Do Cry, accepté en septembre par l'éditeur Pegasus Press. Elle demande et obtient une bourse du State Literary Fund, qui lui permet de quitter la Nouvelle-Zélande pour l'Angleterre le 31 juillet 1956 à bord du Ruahine (en).

### 1956-1963: Angleterre
À Londres, Janet Frame s'installe dans une pension, puis passe les quatre mois d'hiver à Ibiza ; elle y rencontre un Américain et se retrouve enceinte, mais elle fait une fausse couche. Elle séjourne ensuite à Andorre, où son colocataire italien la demande en mariage. Elle s'enfuit et le tuera symboliquement dans les premières pages de The Adaptable Man. Rentrée en Angleterre en mai 1957, elle y découvre la présence de son frère Geordie, bientôt rapatrié sanitairement en Nouvelle-Zélande.
Elle trouve un travail d'ouvreuse dans un cinéma mais, en août, est à nouveau hospitalisée à sa demande au Maudsley Hospital (en) où elle passe six mois. Son objectif est de déterminer si elle est vraiment schizophrène. Le panel de psychiatres qui l'examine réfute le diagnostic initial posé 12 ans plutôt : elle ne l'est pas. Elle a par contre une « personnalité pathologique avec des caractéristiques schizoïdes et dépressives, et des difficultés à ordonner sa perception des émotions et à contrôler son comportement. »
À sa sortie de l'hôpital le 12 février 1958, vivant chichement des chèques de droits d'auteur que lui envoie son éditeur, elle se remet à écrire, mais difficilement. Apprenant que son premier roman va être publié en Angleterre, elle change son nom légal en Janet Clutha, de manière à ne pouvoir être identifiée. Une nouvelle fois dans une spirale dépressive, elle demande en septembre à être réhospitalisée au Maudsley Hospital, elle y est prise en charge pendant neuf mois par Robert Crawley, qui lui conseille de ne jamais cesser d'écrire. Elle reste en contact avec lui toute sa vie et lui dédie sept de ses ouvrages. En juin 1959, à sa sortie de l'hôpital, Janet Frame emménage à Camberwell, où elle écrit Faces in the Water, The Edge of the Alphabet, les nouvelles de The Reservoir, ainsi que le début de Scented Garden for the Blind, tout en continuant à voir Crawley toutes les semaines.
Janet Frame s'installe début 1962 à Mevagissey en Cornouailles, puis à Braiseworth, dans le Suffolk. Elle achève Scented Garden en septembre, réduit de 70 000 à 30 000 mots le texte de Snowman, Snowman, puis retourne à Londres en octobre 1962. Une crise d'angoisse la conduit à un nouvel internement volontaire pendant trois semaines en décembre 1962. À sa sortie, elle commence à rédiger The Adaptable Man, dont le décor s'inspire de Braiseworth. En février 1963, elle accepte une invitation du journaliste Geoffrey Moorhouse (en), qui fournit la trame de Towards An Other Summer, dont elle refuse la publication de son vivant.
En août 1963, Janet Frame apprend la mort de son père et décide de retourner en Nouvelle-Zélande. Elle quitte l'Angleterre le 12 septembre et arrive à Auckland le 14 octobre. La publication de ses livres l'a rendue célèbre, et des journalistes l'attendent à son arrivée.

### 1964-2004: Nouvelle-Zélande et voyages
En janvier 1964, Janet Frame rédige un texte autobiographique qui paraît l'année suivante dans Landfall. Écrit à la demande du directeur de la revue, Charles Brasch, il était censé venir à l'appui d'une demande de pension qui lui permettrait de se consacrer à l'écriture, en exposant ses origines modestes et son passé médical. C'est dans cet article que Janet Frame établit la différence entre « this world (le monde réel) » et « that world (le monde idéal de l'imagination) », en précisant qu'elle a choisi « that world. » Elle regrettera ce texte qui servit longtemps de fondement aux critiques littéraires pour rapprocher toutes ses œuvres de sa situation psychiatrique, « that world » ayant été interprété comme le monde de la perturbation et de la folie.
Elle s'installe d'abord sur l'île de Waiheke où elle termine The Adaptable Man et commence State of Siege. Ayant appris qu'elle bénéficierait en 1965 d'une résidence littéraire à l'Université d'Otago, le Robert Burns Fellowship (en), elle consacre les derniers mois de 1964 à un voyage à San Francisco et New-York, où elle rend visite à John Money, son premier psychiatre. En 1965, elle « nettoie » The Adaptable Man, termine A State of Siege et commence The Rainbirds. Début 1966, elle se fait hospitaliser pour trois semaines au service psychiatrique de Wakari et se lie ensuite avec les poètes James K. Baxter et Jacquie Sturm. En février 1967, elle s'envole via le Mexique pour Baltimore, où elle rencontre à nouveau John Money. Le voyage se poursuit vers New-York, où son éditeur américain, George Braziller (en) l'a invitée. Il a organisé pour elle un séjour dans la colonie d'artistes de Yaddo. Elle y commence Intensive Care. Elle arrive en septembre 1967 à Londres et doit être hospitalisée durant six semaines pour une méningite virale ; elle retourne aux États-Unis puis en Nouvelle-Zélande fin février 1968. À Pâques, perturbée par une visite de son frère Geordie dont la violence l'effraie, elle se fait à nouveau hospitaliser à Wakari.
En février 1969, Janet Frame retourne à Yaddo pour un séjour de quatre mois - en même temps que Philip Roth et Alan Lelchuk (en), qu'elle tente d'évite - durant lequel elle achève Intensive Care. Elle passe ensuite deux mois à Londres, puis retourne aux États-Unis pour deux autres mois dans la résidence d'artistes MacDowell située dans le New Hampshire, où elle commence à rédiger Daughter Buffalo. Elle se lie durablement avec les peintres Theophilus Brown et Paul Wonner, ainsi qu'avec l'écrivaine Josephine Carson (en). Après un nouveau court séjour à Yaddo, elle rentre en Nouvelle-Zélande en mars 1970, puis passe l'année 1971 à nouveau aux États-Unis, où elle finit Daughter Buffalo.
Rentrée en Nouvelle-Zélande, Jenet Frame entame une série de déménagements qui la mènent à Whangaparaoa, à Glenfield, à Stratford — qui fournira une partie du décor de The Carpathians —, à Wanganui, où elle démarre en 1980 la rédaction de son autobiographie, à Levin puis à Shannon. Son biographe relève quatorze adresses différentes en 28 ans.
Ayant reçu entretemps la Bourse Katherine Mansfield (en), elle passe le premier semestre 1974 à Menton — expérience dont elle tire The Memorial Room — puis quelques mois de 1976 en Californie, où elle commence Living in the Maniototo. Elle est invitée en 1977 par l'Université d'Hawaï, au congrès du PEN Club à Sydney, et reçoit en 1978 le titre de Docteur Honoris Causa de l'université d'Otago.
Janet Frame retourne à Yaddo début 1982, elle y achève le second volume de son autobiographie, An Angel at my Table. Le succès du premier volume amène à la réédition de ses ouvrages précédents, ainsi qu'à un projet d'adaptation cinématographique et à l'octroi de l'Ordre de l'Empire britannique. Le troisième tome, The Envoy from Mirror City, paraît en 1985 et rencontre le même succès que les deux précédents.
En 1986, perturbée par le battage autour de ses œuvres et par les obligations qui en découlent, elle se retire dans sa maison de Levin et tente d'écrire, avec difficulté, ce qui deviendra The Carpathians, paru fin 1988 avec peu de succès. Sa santé commence à se dégrader, elle meurt d'une leucémie à Dunedin le 29 janvier 2004.

## Romans

### Owls Do Cry
Le roman Owls Do Cry (Les Hiboux pleurent vraiment), qui paraît en 1957, est rédigé pendant le long séjour que fait Janet Frame chez Frank Sargeson après sa sortie de l'hôpital psychiatrique. D'inspiration autobiographique, il est situé dans une ville fictive qui ressemble à Oamaru, où Janet Frame a passé son enfance. Il décrit la vie de la famille Withers, composée des parents, Bob et Amy, et de leurs quatre enfants, Francie, Toby — qui est épileptique —, Daphné et Teresa. La vie est difficile, les factures ont du mal à être payées, mais les enfants vivent leur propre vie, jouant le plus souvent dans une décharge d'où ils déterrent des trésors. Dans la première partie, Francie, l'ainée, vient de commencer à travailler comme aide ménagère, refusant le sort commun d'ouvrière à la filature, et porte des pantalons au grand dam de son père. Elle meurt brutalement en tombant dans un feu de détritus à la décharge. La réaction de Daphné à cet accident la mène à l'hôpital psychiatrique, où elle finit par subir une lobotomie. Dans la deuxième partie, se déroulant vingt ans plus tard, Toby vit encore chez ses parents, les tyrannise et enchaîne les emplois précaires. Daphné est toujours internée. Teresa, partie vivre au loin, a grimpé l'échelle sociale par un beau mariage et mène une vie superficielle en ne recherchant que le paraître. Comme elle souhaite revenir sur les lieux de son enfance, son mari fait bâtir une maison, qui se trouve située sur le lieu même de l'ancienne décharge.

« Quand on est adulte, on a peur de goûter aux bonnes choses, comme les œufs de Pâques, de crainte de ne plus en avoir, quelque chose comme ça, alors on les met de côté jusqu'à ce qu'il y en ait des pièces pleines. C'est comme de dépenser de l'argent et d'avoir peur parce qu'on l'a dépensé. Seulement, ça n'est pas l'argent, c'est quelque chose à l'intérieur des gens qu'ils ont peur de dépenser. Et puis, on meurt sans être sorti de l'emballage, soi-même et les bonnes choses, comme un œuf de Pâques encore dans son beau papier ondulé, avec le dessin du chocolat noir caché à l'intérieur. »

Les critiques, au moment de la publication, s'interrogent sur la part de l'imagination et du réalisme dans l'ouvrage, que Janet Frame nomme « une exploration » Le New York Times relève que « le style est imaginatif, toujours habilement employé, parfois brillamment », mais note que « l'on est plus susceptible d'être impressionné par la manière que par le fond. » Pour le New York Herald Tribune l'auteur « rayonne de la lumière intérieure de son humanité – une flamme froide qui ne cautérise ni ne guérit, mais purifie d'une manière mystique, substituant une beauté essentielle à la douleur et à la misère superficielles. » Pour le New Yorker, le roman est écrit dans « un désordre alléchant. » Malgré ces critiques globalement favorables, le roman se vend peu aux États-Unis. En Angleterre, le Times Literary Supplement compare le roman aux Vagues de Virginia Woolf, en précisant que c'est un compliment. À l'inverse, pour le Sunday Telegraph, il s'agit là plus d'une promesse que d'une réussite, et pour le Sunday Times, « un flux de conscience poétique plutôt décousu, dont la texture est trop fine pour supporter les événements violents qui se produisent. »
En 2016, le Guardian considère le roman comme un chef-d'œuvre moderniste qui reste innovant et pertinent, bien qu’il reflète bien l’époque à laquelle il a été écrit. Le style idiosyncratique et étonnamment visuel de Frame signifie que l’immense pouvoir du livre à déstabiliser, étonner et impressionner perdure. Pour Le Monde des visions somptueuses surgissent, opposées au prosaïsme de l'univers ambiant, comme est opposée l'angoisse au sentiment de sécurité, ou la mort intérieure, née de l'habitude, à la vision poétique, liée à la peur.

### Faces In the Water

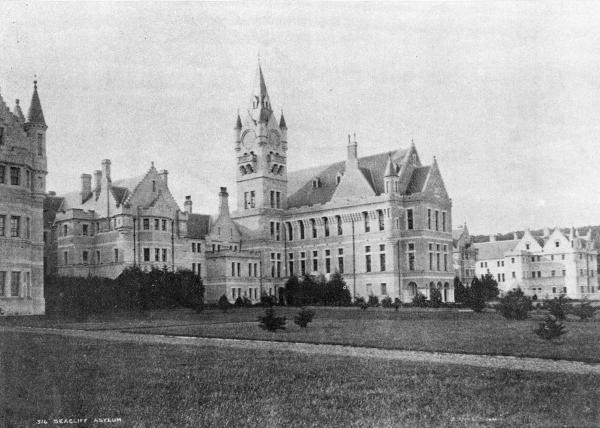
Asile de Seacliff

Publié en 1961, Faces in the Water (Visages noyés), roman à la première personne écrit sur les conseils d'un psychiatre londonien, tente d'exorciser les années d'internement de Janet Frame en les racontant. Le personnage principal, Istinat Mavet, semble une extension de la Daphné Withers d'Owls Do Cry, dont elle reprend le style métaphorique et lyrique. La structure circulaire de l'ouvrage, les descriptions précises des hôpitaux psychiatriques, de leurs différents pavillons selon l'état des malades, de leur personnel et des techniques d'électrochocs ont été comparées à une descente aux enfers. 

« Dans l'eau croupie où notre esprit se débattait, ce qui nous restait d'humanité prenait tour à tour la forme de la protestation, de la dépression, de la gaieté ou de la violence. Comment l'attraper sans le blesser ? Il est plus facile d'étourdir le beau poisson avec une décharge d'électricité que de l'attraper à la main avec précaution pour le mettre dans le vivier où il se développera. Et pour attraper une personne humaine, il faut pouvoir attendre des heures, des années même, assis dans son bateau au beau milieu du marécage ; il faut surtout ne pas s'affoler si le remous tant attendu menace, quand il survient, de renverser l'embarcation. »

Cette expérience du chaos montre l'enfermement, mais aussi la crainte des gens normaux à l'égard des fous – une frayeur qui pousse cette majorité à exclure des rebelles qui, pour se défendre contre la cruauté du monde, créent leur propre univers. Janet Frame expose les impossibilités de définir et de décrire la folie tout en nous entraînant simultanément dans le royaume de la folie. Elle présente son texte comme une fiction pure, cependant il est presque invariablement lu non seulement de manière autobiographique, mais comme s'il s'agissait d'une autobiographie.
Si on le perçoit comme un roman, l'ouvrage brise le silence des fous, en leur donnant une voix, tout en l'encadrant dans la fiction : écrire comme dans un documentaire, c'est professer la capacité de parler de la folie. Les mots de ce langage figuratif sont toujours des métaphores d'autre chose : ils ne décrivent pas directement leur objet et pourtant ils suggèrent le sens de ce qu'est la folie. Grâce au regard d'Istina, Frame met en lumière ces visages, afin que le lecteur ne puisse plus les « éviter », les rejeter comme des « aperçus » irréels, incroyables et donc négligeables. « En décrivant « ce qui n'est pas écrit », elle nous entraîne au cœur du tabou, enferme les failles de la « folie » féminine et l'odeur nauséabonde d'un potentiel en décomposition impossible à recoudre, à étouffer ou à « éviter » de quelque manière que ce soit. »
Considérée par la majorité des critiques comme son œuvre la plus difficile, et la plus expérimentale dans la forme, le texte doit être compris comme plus qu'un documentaire, mais moins qu'un roman. Il est difficile d'en cerner le sujet, de savoir où il se concentre. Pourquoi, par exemple, l'élément narratif apparent du livre – l'aggravation de la maladie d'Istina Mavet et sa guérison – est-il si atténué vers la fin, et pourquoi ne nous explique-t-on jamais vraiment pourquoi sa guérison est si soudaine ? Est-ce là le vrai sujet du roman ? se demande Patrick Evans. Mark Williams (en) déplore que l'évocation de la folie de Frame soit encore présente dans les discussions sur son œuvre. Il rejette la thèse du documentaire et proclame que le livre est un roman authentique, d'autant plus qu'il repose sur un schéma traditionnel de « descente, découverte et retour », récurrent dans les œuvres littéraires de fiction. Le voyage psychologique d'Istina Mavet peut indiquer la folie comme destination, mais il est présenté comme une expérience si intime qu'elle en devient finalement incommunicable.

### The Edge of the Alphabet
The Edge of the Alphabet, paru en 1962, est « une description saisissante, hyperbolique et pourtant parfaitement vraie du délire post-maladie. » Il met en scène un trio de personnages à bord d'un paquebot reliant la Nouvelle-Zélande à l'Angleterre. Le principal d’entre eux est Toby Withers, un homme d’une trentaine d’années qui apparaît pour la première fois dans Owls Do Cry. Toby nourrit des ambitions littéraires et pense que « l’étranger » lui permettra de se libérer de son père veuf, de la jeune femme qui l’a rejeté et de l’épilepsie qui l’a mis à l'écart. Cependant son œuvre maîtresse, un roman sur une « tribu perdue », ne verra jamais le jour et ne sera probablement même jamais commencé. Pat, un Irlandais, se réfugie dans sa confiance aveugle dans l'Irlande, ses lutins, ses autorités et son catholicisme. Zoe, une ancienne institutrice terrifiée par le premier baiser de sa vie, lutte contre une conscience fragile et fragmentée, en quête constante d’une sécurité insaisissable. La narratrice, Thora Pattern, qui vit en marge du texte, se partage entre les points de vue des trois protagonistes. 

« Est-ce que moi, Thora Pattern, j'imagine pouvoir acheter des gens avec l’argent de ma solitude et les placer comme des poissons rouges dans l'aquarium de mon esprit, les regardant jour et nuit nager en rond, maintenus en vie par les friandises que je leur donne ? Dois-je les suralimenter comme on le fait avec les poissons rouges ? Dois-je les affamer ? »

Cette intrigue relativement simple ne traduit pas grand-chose du caractère décousu de la prose de Janet Frame. Le « bord de l’alphabet » n’est pas principalement géographique mais psychique, et ses personnages vivent le monde comme une série de mystères saisissants, remplis de connotations et de significations à moitié appréhendées. La seule façon pour Thora (une doublure métafictionnelle à la première personne de Frame) de créer un roman entier à partir de vies non vécues est de se concentrer presque exclusivement sur le non-dit. Cela donne une histoire lourde sur le plan du ton et légère sur le plan de l’intrigue.
Pour le Times Litierary Supplement, ce flot de mots nous arrive de nulle part, perturbant nos attentes quant à ce que nous pourrions lire. Un personnage appelé Toby se préparant à partir pour l’Angleterre ? Ou une autre partie de lui coincée dans la sensation et le rêve – économisant ses sous avec « trois ongles de coquille d’escargot » et entendant la voix de sa mère morte ? L’un ou l’autre, ou les deux, ou encore autre chose. Le Guardian écrit cependant que le roman est « illisible dans le pire sens du terme. » Janet Frame refuse la réédition de cet ouvrage du vivant de son frère — que l'on retrouve dans le personnage de Toby.

### Scented Gardens for the Blind
Scented Garden for the Blind (Le Jardin aveugle) paraît en 1963. Erlène est devenue mutique, tout en s'adressant par la pensée à un scarabée nichant sur le bord de sa fenêtre. Sa mère, Vera, essaie de se rendre aveugle par la simple force de sa volonté. Edward, le père, les a quittées pour l'Angleterre où il mène des recherches généalogiques sur une famille choisie au hasard, recherches qui, il en est persuadé, permettront de sauver l'humanité. À l'exception des consultations tentant de guérir Erlène de son mutisme, mère et fille restent enfermées chacune dans sa chambre. Edward se décide finalement à leur rendre une visite rapide, dans l'espoir que sa simple vue permettra de guérir Erlène. Il s'avère finalement que tout ceci n'est que le fruit de l'imagination de Vera, internée depuis des années dans un asile psychiatrique, mais qui, après la destruction de l'Angleterre par une bombe atomique, invente un nouveau langage pour l'humanité.

« Quand Oncle Scarabée retira son tablier et posa ses outils destinés à découper nettoyer et polir, elle remarqua que sa peau était brune et luisante, et ses yeux grands et noirs, saillant au-dessus de son visage tels des lampadaires. Elle avait peur qu'il lui demande son âge, car elle aurait été incapable de lui répondre et elle avait honte d'ignorer son âge : quand vous avez perdu votre place, votre cintre accroché dans l'armoire obscure qui emplit le monde du temps, vous n'avez nul endroit où vous réfugier afin d'être à l'abri de la poussière et des larves de papillons de nuit qui vous dévorent le visage dans l’obscurité et recrachent les petits os fourchus situés derrière vos yeux. »

Les critiques anglaises sont négatives : « Elle manipule ses personnages avec une délicatesse et un élan qui nient la maladresse de leur conception (The Times) », « Le style glisse vers l'affectation et la fin est déplorable, un tour à la Golding qui bouleverse tout (New Statesman) », « Ennuyeux et prétentieux à un degré qui le rend illisible (Sunday Times). » Par contre, aux États-Unis, Stanley Edgar Hyman, dans le New Leader (en) loue « un tour de force brillant et bouleversant, par sa complexité intellectuelle, son langage orné et figuré et son intense sérieux moral. »
L'universitaire Patrick Evans avoue avoir toujours trouvé le roman incomplet, jusqu'à ce qu'il réalise que la nouvelle Snowman, Snowman, écrite à la même époque, en est l'achèvement, car tous les deux sont préoccupés par le cauchemar de l’extinction.

### The Adaptable Man
The Adaptable Man, paru en 1965, se passe dans un paisible village du Suffolk qui vit refermé sur lui-même. Le soir de son arrivée, un travailleur saisonnier italien est assassiné. Le meurtrier est connu, mais il n'y a pas d'enquête – ce n'est qu'un crime devenu banal et habituel. Quand l'électricité arrive enfin au village, l'une des habitantes organise un grand dîner pour fêter l'évènement. Mais le lustre dont elle est si fière et qu'elle peut enfin allumer tombe, tuant tous les convives, à l'exception d'un seul, qui reste paralysé et ne peut plus voir le monde qui l'entoure qu'à travers un miroir fêlé. Seul en réchappe l'assassin, l'homme adaptable, qui venait de quitter le village. Quant à la narratrice, qui prétendait écrire sur place, elle n'a en fait jamais quitté Londres.

« Et si la brèche dans votre monde était plus profonde que vous ne l'imaginiez au départ, il vous faudra étendre votre rêve à ceux qui n'ont eu aucune chance d'atteindre le nouveau monde, à qui l'entrée a été refusée parce qu'ils étaient vieux, fous ou malades, qui sont restés dans les camps, haïssant les visiteurs, la nourriture gratuite et la puanteur de l'ingratitude impuissante qui s'infiltrait de jour en jour, d'année en année, résultat si proche et si lointain de l'épidémie mondiale de sollicitude et de bonté. »

Le protagoniste, Alwyn, défini comme « the truly adaptable man, a Child of HIS Time », commet meurtre gratuit et inceste pour rester en accord avec son temps. À travers l’évocation d’un petit village reculé du Suffolk, le roman démystifie l’image idyllique de cet environnement rural en révélant le climat d’intolérance et de discrimination qui y règne. Les personnages n'ont aucun sens de la communauté, ne s'identifient pas aux autres, ni à un groupe d'individus comme la famille ou le village. Ce sont des êtres séparés, isolés, chacun cherchant à survivre par tous les moyens d'adaptation dont il dispose.
L'intrigue est quasi inexistante. Les actions, comme un meurtre, occupent une ligne à décrire, mais les réactions intérieures des personnages aux événements occupent le reste du texte. Pour Time, « le roman se résume à une succession d'événements sans but et de soliloques sans objet. Bien que personne ne semble fou, les tensions de la folie, qui ont préoccupé l'auteure dans ses écrits précédents, sont injectées de manière mécanique et peu convaincante. »

### A State of Siege
Dans A State of Siege, paru en 1966, Malfred Signal quitte sa ville natale du sud de la Nouvelle-Zélande pour prendre sa retraite dans une île tropicale à la végétation luxuriante. Après avoir passé toute sa carrière à enseigner les lois de la perspective et la manière de dessiner les ombres des objets, elle aspire à se laisser aller à ce qu'elle pense être son tempérament d'artiste. Mais son passé la poursuit sous la forme d'un rôdeur imaginaire qui tourne autour de sa maison isolée. Un matin, elle découvre près d'une fenêtre brisée une pierre enveloppée dans un morceau de journal écrit dans une langue inconnue. Trois jours plus tard, elle est retrouvée morte, la pierre dans la main.

« [Je veux] explorer au-delà de l'objet, au-delà de son ombre, jusqu'à l'anneau de feu, la couronne à sa circonférence ; je veux trouver si le feu est en mouvement, bondissant vivant, ou s'il est pétrifié, un enterrement de feu passé, des flammes de pierre dont le vol et la danse sont illusoires en ce qu'ils restent fixés à jamais, comme la pierre est enracinée à son lieu d'être »

Ce roman s'est montré obstinément résistant à toute tentative d'atténuer sa morosité. Le consensus critique dominant est qu’il représente un point culminant du désespoir dans la carrière de l’auteur. Marc Delrez l'analyse comme « un moment de déconstruction, lorsque, dans un tourment de souffrance psychique, une personnalité autonome trébuche sur le bord de l'être et sombre dans un gouffre de néant. Le roman peut se lire comme une série d'épitaphes attachées aux écailles de personnalité dont l'héroïne se débarrasse, une par une, alors qu'elle descend dans les limbes du cœur de sa vie. »
Susan Ash a une tout autre lecture : « Le problème, pour moi, réside dans la lecture persistante du roman comme l'histoire d'une femme perturbée plutôt que celle d'une artiste. Même le film de Vincent Ward, État de siège, se concentre presque entièrement sur l'échec d'une vieille fille d'âge mûr à supporter sa propre solitude. La fin du roman est ambiguë, mais ses symboles suggèrent des implications plus vastes que la défaite totale de l'artiste. Je lis le roman comme une illumination de l'esprit plutôt que comme une résolution dans le néant. »

### The Rainbirds
Dans The Rainbirds, publié en 1969, Godfrey Rainbird mène une vie sans histoire dans sa maison de Dunedin, en compagnie de son épouse Béatrice et de leurs deux enfants. Un soir, il est renversé par une voiture, et déclaré mort. Mais trois jours plus tard, juste avant l'enterrement, il revient soudain à la vie. Sa résurrection et les traces laissées dans son esprit par cette expérience inédite bouleversent ses proches encore plus que sa mort. Les voisins le fuient et il perd son travail à l'Office du tourisme. Béatrice doit se mettre à travailler pour nourrir la famille, mais cette transgression des conventions sociales conduit à l'ostracisation de toute la famille. Les enfants deviennent violents, Béatrice finit par se suicider. Les tombes de Godfrey et de Béatrice deviennent l'une des attractions touristiques de la ville.

« Il devait lutter pour trouver un espace vital pour ses pensées qui, fertilisées de manière unique par la mort, luttaient pour trouver leur place dans un monde concerné par la vie et le fait de vivre. son expérience l’avait entraîné en profondeur. il était allé aussi loin que n’importe quel homme peut aller… physiquement, il était allé là où tout homme finit par aller mais où beaucoup prétendent ne pas aller et, sous prétexte de dissimuler le vide, construisent un agréable sentier verdoyant au-dessus du gouffre. »

À sa parution, John Leonard (en) écrit dans le New York Times que le roman est « froid, hanté, brillant », en faisant remarquer qu'il ne porte pas sur la mort, mais sur la perception : « L'auteur médite sur la dissociation entre les paysages intérieurs et extérieurs, les couleurs mentales et physiques, la cruauté et le retrait de la cruauté, l’expérience du chaos, des maux inexplicables, des perceptions brisées, des intuitions de désarroi et des éclats de force démoniaque. » Mais pour Joyce Carol Oates, Janet Frame est « incapable de créer une fable suffisamment forte pour supporter le poids de ses obsessions. »
La critique plus récente compare Godfrey à une sorte de héros balzacien qui tente, à l'instar du colonel Chabert, de reprendre pied dans son ancienne vie sociale après que celle-ci ait été officiellement annulée par un certificat de décès.

### Intensive Care
Intensive Care, paru en 1970 comprend trois parties, décrit trois époques et deux types de violence masculine. Un ancien combattant de la première guerre mondiale, puis son petit-fils, rescapé de la seconde, tuent chacun leur épouse. Plus tard, une dictature totalitaire installée dans l'île du Sud classe les habitants en deux catégories. Ceux qui sont considérés comme appartenant à l'espèce humaine sont épargnés, ceux qui sont classés comme relevant d'une espèce animale sont éliminés. Milly Galbraith, qui utilise un langage personnel plus profond que le langage courant, fait partie de ceux qui, même considérés comme attardés, peuvent approcher la vérité de plus près. Le rêve eugéniste se renverse et ce sont les fous, les déformés, les bannis, les déficients qui deviennent la nouvelle élite, la part animale dans l'homme ne pouvant être éliminée.
« Death is the spell of minuteness
 the microscopic last look at the words between the lines between the words between the pages
 of the going going book
 Hammer hammer down
 at auction »
« La mort est l'épellation du minuscule
 le dernier regard microscopique sur les mots entre les lignes,
 entre les mots, entre les pages
du livre qui s'écoule
 Marteau, marteau
 abats-toi aux enchères. »
L'absence de lien entre les deux premières parties et la dernière a été fortement critiquée : « Ce livre est tentaculaire et invertébré, parfois surchargé de poésie en prose capricieuse et de poésie authentique, indifférent aux problèmes de construction et de cohérence soulevés par son intrigue épisodique et disjonctive. Bien qu'il soit organisé en trois parties et fasse appel à cinq narrateurs, ces tactiques de composition restent formelles et ne contribuent jamais à créer une forme et une perspective dominante sur un monde que l'on puisse prendre au sérieux » écrit Julian Moynahan (en) dans le New York Times Book Review.

### Daughter Buffalo
Dans Daugter Buffalo (La Fille-bison), sur fond de guerre du Vietnam et de la violence de la culture américaine, Turnlung, vieil écrivain néo-zélandais, se lie d'amitié avec Edelman, étudiant en médecine. Ensemble, ils adoptent Buffalo, la femelle bison du zoo de Central Park. Edelman, tourné vers son avenir, est fasciné par la mort en général et celle, prochaine, de Turnlung en particulier. Peut-être représentent-ils tous deux la vie d'un même homme, d'autant plus que l'épilogue dévoile que tout ce qui a précédé est en fait un manuscrit de Turnlung.

« La tournure qu'avaient pris mes pensées m'horrifia. Je me vis utiliser Turnlung à la manière des coquillages dont on se sert pour re-créer les échos de lieux et de temps lointains, d'amours et de tristesses récentes, de départs, d'absences, tout cela entendu et revécu grâce au son et au rythme alterné du va-et-vient des marées du sang. Il deviendrait mon écho personnel de bienvenues et d'adieux, et, bien que tout en lui semble être perdu, rien ne le serait ; on entendrait son écho universel dans les cathédrales – il deviendrait une cathédrale, le pic d'une montagne, une croisée de routes et une croix d'os ; il serait utilisé de fond en comble. »

Dans le New York Times Book Review, l'ouvrage est décrit comme « un poème sur l'union des morts-vivants fondé sur une mutilation commune et un besoin commun. Pathétique et laid, triste et destructeur, il a le pouvoir sinistre de la vie conçue comme un pacte de suicide. » The New Yorker regrette « qu'un livre si clair dans la présentation de son thème soit si obscur dans son développement. »

### Living in the Maniototo
Dans ce roman de 1979, la narratrice aux noms multiples se rend, après le décès de son second mari, chez son ami Brian à Baltimore, puis chez les Garrett, qui lui prêtent leur maison de Berkeley pour l'été. Elle y commence un roman sur une famille dont les membres sont spécialistes d'une écrivaine qui ressemble à Katherine Mansfield, puis apprend que les Garett, qui sont morts dans un tremblement de terre, lui lèguent leur maison. Mais une des conditions posées est qu'elle doit accueillir deux couples, qui ne sont autres que les personnages de son roman et qui, chacun à leur tour, racontent leur histoire. Un jour, les Garrett reviennent comme s'il ne s'était rien passé. La narratrice repart pour Baltimore, où elle apprend la mort de Brian.

« Un écrivain, telle une abeille charpentière solitaire, amasse des miettes du multiple, puis se met à ronger obsessionnellement, construisant une longue galerie, nichant son existence même dans sa nourriture. Le mangeur disparaît. Les personnages de la longue galerie émergent. »

Margaret Atwood considère l'ouvrage comme « original, riche, excentrique, nerveux et parfois naïf, à mi-chemin entre les romans de Patrick White et les poèmes de Stevie Smith. Il laisse au lecteur le sentiment que l'auteur a réussi son coup. »
Qualifié de postmoderne en raison de sa volonté d’exploiter le réalisme tout en testant les limites de la convention réaliste, le roman explore les notions d'imitation, de duplication et de multiplicité. Tout y fait écho à autre chose, aucune certitude n'est épargnée, d'autant plus que la narratrice est loin d'être fiable. Seul l'art persiste, envers et contre tout. Vivre au Maniototo peut être lu comme une réflexion sur la pratique de l'imagination. Cependant, l'objectif de Janet Frame n'est pas de formuler une théorie sur le sujet, mais plutôt d'en élaborer ses propres représentations. L'imagination alterne dans le roman comme forme, lieu et objet, mais toutes ces représentations sont liées à la question de la condition de l'écrivaine et de son rapport à l'imaginaire.
Le roman contient ce que Patrick Evans nomme « son triomphe fictif » : la soudaine prise de conscience qu’un de ses personnages a disparu plusieurs pages en arrière alors qu’il frottait sa baignoire avec de l’eau de Javel – l’eau de Javel même avec laquelle Frame l’a effacé de son texte.

### The Carpathians
The Carpathians (Les Carpates), le dernier roman publié du vivant de Janet Frame, paraît en 1988. Mattina Brecon, riche New-Yorkaise, se rend dans la petite ville néo-zélandaise de Puamahara où, selon la légende, pousserait la Fleur de la Mémoire, censée libérer les souvenirs de la terre et de les relier au futur. Une fois sur place, Mattina loue une maison et entreprend d’observer ses nouveaux voisins. Elle découvre que l'une d'elle est une écrivaine-imposteuse, capable de s'emparer de la narration et d'en brouiller les repères spatio-temporels. Une nuit, une pluie de signes alphabétiques fait disparaître les habitants de la rue. Le mari et le fils de Mattina, venus à sa recherche, découvrent que la ville ne semble pas avoir changé.

« Rien qu'un instant, elle ressentit le surgissement étouffant, l'étranglement du temps éloigné, les hiers libérés et partis en maraude dans le présent, en train de capturer l'avenir. Elle eut peur en se voyant confrontée à l'idée d'un monde brusquement privé de ses étiquettes, un monde où tout ce qu'elle avait connu par nom, par mot, disparaissait, où toutes les identités étaient perdues mais où restait pourtant en place un pouvoir inconnu, irrésistible. »

Les critiques sont mauvaises : pour le Guardian, par exemple « Frame semble gâcher son propre talent lorsqu'elle expose des considérations morales et philosophiques. Ses succès viennent plutôt de sa simple volonté d'imiter l'expérience dans la fiction, de créer un continuum où la vie se déroule. »
Les universitaires, telle Gina Mercer relèvent, que comme dans State of Siege, est explorée la notion de mémoire comme fiction. Fiction et mémoire évoluent constamment, façonnées par les besoins présents, façonnant les constructions actuelles de soi et, de même, façonnant les constructions du futur. Les courants subversifs des fictions précédentes remontent à la surface de l'œuvre, se transformant en vagues, en ondulations, en éclaboussures. Marc Delrez, lui, considère que The Carpathians clôt le débat sur l'imagination réputée « morbide » de Janet Frame, car l'espoir véhiculé par le roman montre clairement que les morts sont commémorés et survivent grâce aux récits et à la mémoire aimante des vivants.

### Towards Another summer
DansTowards Another Summer (Vers l'autre été), Grace Cleave, une écrivaine extrêmement timide, a accepté à contrecœur l’invitation de Philip Thirkettle à passer le week-end avec lui et sa jeune famille. Elle s'y révèle incapable de communiquer avec les autres, semblant coupée du monde par une barrière infranchissable qui l'empêche de s'extérioriser. La conversation avec ses hôtes se révélant un supplice, elle saisit tous les prétextes pour se retrouver seule, et finit par écourter son séjour pour échapper à une situation devenue insupportable.

« Grace était frappée par les terribles certitudes et incertitudes de la parole… Le rituel de la communication orale est si fermement établi que peu de gens le remettent en question ou osent le réorganiser. Si vous regardez quelqu'un, lui parlez en disant « Toi, toi, toi », alors ce que vous dites s'adresse à cette personne ; C'est tellement simple.

N'étant pas un être humain et n'étant pas experte dans l'art de la communication verbale, Grace avait l'habitude de vivre des moments de terreur lorsque son esprit remettait en question ou réorganisait le rituel établi ; lorsque des certitudes banales devenaient, de son point de vue, des incertitudes alarmantes. »

Le livre, publié à titre posthume en 2007, tire son origine d'un week-end que Janet Frame a passé chez le journaliste et écrivain Geoffrey Moorhouse (en). Comme beaucoup d’écrivains timides, elle a le sentiment que les mots sont un compromis, et ne peuvent que tenter d'atteindre fugitivement le fossé infranchissable qui nous sépare tous. Nous sommes tous muets ; certains d’entre nous en sont simplement plus conscients que d’autres,.

### In the Memorial Room
Dans ce roman posthume publié en 2013, Harry Gill reçoit une bourse d'écrivain en l’honneur de la défunte poétesse Margaret Rose Hurndell et part pour Menton. À son arrivée, il découvre que la Memorial Room où il est censé travailler ressemble à un tombeau, d'ailleurs Hurndell n’y a jamais écrit. Les fondateurs de la bourse veulent faire de leur fils Michael un écrivain qui prendrait la succession de Margaret Hurndell. Il ressemble tellement à Harry qu'on les confond, et que celui-ci commence à s'effacer. Son médecin qualifie sa douleur aiguë derrière les yeux de signe naissant d'invisibilité intentionnelle. Petit à petit Harry, devenu incapable d'écrire autre chose que son Journal, ne parle plus qu'avec des noms et des verbes.

« Un assaut de langage brouille lentement ce qu'on imagine seulement être la « vérité ». On ne peut la penser en soi ; des images surgissent dans l'esprit : des images arbitraires, suscitées par la nuit précédente. L'image encercle la « vérité », l'habille, personnalise ce qu'on espérait voir exister, telle une étoile, hors de l'esprit humain. »

Dans le New-York Times, Scott Bradfield met en garde le lecteur : « Memorial Room regorge de réflexions d'une beauté terrifiante sur la façon dont écrire des livres (et même les lire) peut ressembler à creuser sa propre tombe. C'est aussi un avertissement sournois pour ceux d'entre nous qui chérissent obsessionnellement les œuvres d'écrivains disparus, même d'écrivains aussi talentueux que Janet Frame. Attention ! La mort que vous commémorez pourrait bien être la vôtre. »

## Nouvelles
Quatre recueils de nouvelles ont été publiés par Janet Frame de son vivant, un cinquième est paru de manière posthume. La critique s'y est peu intéressée.
Ces textes peuvent sembler assez conventionnels : un événement et un ensemble de personnages interagissent sur l’espace de quelques pages. Mais ceux-ci sortent assez vite du genre. Une intervention étrange d’un second narrateur arrivant au milieu de l’histoire de quelqu’un d’autre, ou l’utilisation soudaine de majuscules pour parler, ou un poème absurde qui retentit en boucle – il se passe toujours quelque chose d’extérieur qui perturbe la forme fermée. Utilisant certaines techniques de la fable, l’art de Frame est ainsi un art du détour, du report et de l’effacement, si bien que le lecteur finit par se demander si les nouvelles racontent véritablement une histoire, ou bien si le propos des narrateurs n’est pas précisément de suggérer qu’il n’est plus possible d’écrire des histoires.

### The Lagoon & Other Stories
La publication de ce recueil, qui obtient en 1952 le prix littéraire Hubert Church Award, évite à Janet Frame la lobotomie qui était programmée, et permet sa sortie de l'hôpital psychiatrique.
À l’exception de Swans (Les Cygnes), ces nouvelles datent de 1946-1947. Frame travaille alors dans une pension de famille de Dunedin, où une minuscule lingerie lui tient lieu de chambre. La plupart de ces nouvelles mettent en scène des enfants ou des adultes se remémorant leur enfance. Frame privilégie toujours l’innocence de l’enfant par rapport au prosaïsme et aux fausses valeurs de l’adulte, tout en sachant que cet état idyllique se trouve bientôt confronté au monde temporel des adultes et à l’expérience de la mort qui en sera le terme. Si elle utilise si souvent le point de vue d’un enfant, c’est également pour donner la parole à ceux qui, comme les personnes âgées ou les fous, ne jouent pas de rôle actif dans la société et qui sont donc exclus de l’espace social et privés de tout pouvoir.
Gina Mercer fait remarquer que Janet Frame commence sa carrière d'écrivaine avec ce que d'autres auteurs ont tendance à éviter par la convention de l'ellipse, et qu'elle commence à développer sa vision « erronée » de la « Vie ». Son regard est critique, satirique, humoristique, ironique et perspicace, mais il est tout autant empreint de compassion, de perspicacité et de réflexion.
Les avis sont partagés. La première critique, anonyme, parait dans le Christchurch Press (en) et condamne le style simpliste des nouvelles, leur couleur locale factice, et accuse l’auteur de n’avoir fait qu’imiter Frank Sargeson. Cette appréciation a un effet dévastateur sur Frame et lui laisse pour toujours une forte appréhension à l’égard des critiques. Le même Frank Sargeson salue au contraire dans le New Zealand Listener (en) en avril 1952 l’arrivée d’un nouveau talent sur la scène littéraire néo-zélandaise. Il estime que les nouvelles abordent des questions primordiales. « Le langage, en dépit de la simplicité du texte et du rythme, est la création spécifique de l’auteur. » Dans Landfall, Patricia Guest oscille en juin 1952 entre une admiration pour un auteur au considérable potentiel, et une irritation devant ce qui est pour elle un manque de discipline et d’objectivité.

#### The Lagoon
À la fin de son adolescence, la narratrice retourne à Picton sur les lieux de ses joyeuses vacances d'enfance et découvre que le petit village ainsi que son lagon préféré sur la plage sont bien plus petits et délabrés que dans ses souvenirs. Elle se souvient de sa grand-mère adorée, récemment décédée, et surtout de la capacité de la vieille femme à raconter des histoires à propos de tout, sauf à propos lagon, qui « n'a jamais eu de véritable histoire ». Maintenant que la vieille femme est morte, la tante de la jeune fille révèle enfin la « véritable histoire » : « Votre arrière-grand-mère était une meurtrière. Elle a noyé son mari et l'a poussé dans le lagon.» La grand-mère de la jeune fille n'a jamais mentionné le meurtre, comme l'explique la tante, car « la raison pour laquelle on parle le plus loin du cœur, c'est à cause de la crainte qu'il ne soit blessé. ».

« J'aimais peut-être le nouveau Picton, je ne sais pas. S'il y avait des choses que je n'avais pas remarquées autrefois il y avait aussi des choses disparues dont j'avais pensé qu'elles seraient toujours là. Les deux eucalyptus que j'appelais les deux dames avaient disparu ou bien s'ils étaient encore là je n'arrivais plus à les retrouver, et le sentier qui surplombait Domain Hill n'était plus là.  Autrefois on y montait pour voir l'arrivée du vapeur après la traversée du détroit. Et il y avait des ajoncs mêlés au bush, et le bush lui-même ne provoquait plus la même frayeur, malgré ses terrifiants secrets ruissellements et bruissements qui ne s'arrêtaient jamais. »

#### Keel and Kool
Keel and Kool est la version romancée de la mort de Myrtle, la sœur de Janet. La famille s'est réunie pour un pique-nique et chacun tente, en vain, d'oublier l'événement tragique. Tout au long du récit, Frame dénonce les différentes stratégies d'évitement adoptées face aux tabous de la mort, de la perte et de la solitude. Comme dans la plupart de ses nouvelles, le point de vue est celui d'un enfant et les récits sont des histoires d'enfance. Frame met l'accent sur le fossé entre adultes et enfants, ainsi que sur la supériorité des connaissances et la sagesse instinctive de ces derniers.

« Maman disait toujours partie ou bien éteinte ou bien passée dans l'au-delà lorsqu'elle parlait de la mort. Comme s'il ne s'agissait pas vraiment de la mort, seulement de faire semblant. Un mauvais coup du sort, disaient les gens, de perdre sa première, juste au moment où elle avait grandi et allait enfin pouvoir vous aider. Mais tout est pour le mieux et vous avez une Foi Merveilleuse Madame Todd et vous avez sa photo, c'est toujours bon d'avoir leur photo. »

#### Jan Godfrey
La nouvelle intitulée Jan Godfrey interroge la fiction, la réalité et l'identité. C'est le texte le plus expérimental du recueil, tant par son style que par son contenu. Explorant la fragmentation de la personnalité, il se compose de bribes de pensée, parfois délibérément incohérentes, et relate le désespoir d'une femme dont l'identité se désintègre. La distinction entre l'intérieur et l'extérieur du texte est rendue très fragile par les références autobiographiques qui créent un mouvement de va-et-vient de la réalité à la fiction et vice-versa. Cette nouvelle est publiée dans la revue littéraire Landfall en juin 1947 sous le titre Alison Hendry, signé Jan Godfrey. Dans le recueil, le titre est Jan Godfrey et l'auteure Janet Frame. Celle-ci a confirmé dans son autobiographie avoir utilisé le pseudonyme de Jan Godfrey, mais sans en donner les raisons

« Mais je me suis encore éloignée. En fait je suis en train d'écrire mon histoire d'Alison Hendry. J'en ai écrit deux pages maintenant, mais je ne peux pas prouver qu'il s'agit d'Alison, comme je ne peux pas prouver qu'il s'agit de moi, même si j'aimerais bien, parce qu'il y a un long long long moment ma mère et le reste de la famille se sont assis autour de la table à la maison, ma mère a pris sa voix de conte de fées et, parcourant de son doigt les mots de sa Bible en caractères rouges, elle a dit lentement et doucement Prouver tout, mais maintenant je ne peux rien prouver, je ne peux même pas prouver moi-même ni Alison Hendry qui partage ma chambre ni le reste du monde qui est nommé et étiqueté et emballé. »

### Snowman, Snowman
Un bonhomme de neige observe son environnement, en pensant vivre éternellement.

« Mais je ne suis qu'un bonhomme de neige. Pourquoi serais-je concerné par la mort ? Cela n'arrive qu'aux gens – aux vieilles femmes et aux lycéennes attaquées par des camions. Mais j'avoue avoir peur. Il est étrange que les gens ne durent pas, qu'ils changent, pas comme changent les bonhommes de neige dont la peau pèle pour être remplacée par de nouvelles chutes de neige, mais comme une pièce de fer trempée dans le feu du temps et devenue insensible à la force et à la fureur des années, un changement qui marque le corps humain visible et de manière tout aussi indélébile la secrète vie individuelle qui l'accompagne. En tant que bonhomme de neige, ai-je des pensées dans ma tête ? À quoi ressemble l'intérieur de ma tête ? Est-elle pareille à une grange blanche avec des chevrons, et des souris blanches trottinant le long des poutres et se nichant dans les coins ? Qu'est-ce que ma tête ? Est-ce une pierre ? »

Patrick Evans considère cette longue nouvelle, parue en 1963, comme l'achèvement de Scented Garden for the Blind, roman écrit à la même époque : « Les indices vont dans les deux sens, du roman au récit et du récit au roman, et résident dans l'imagerie de la neige qu'ils partagent : chacun se complète, créant une lecture satisfaisante pour la première fois. » Tout en mettant en jeu une alchimie de la couleur, dans le cadre de sa recherche d'une élucidation de la complexité de la lumière, la figure du bonhomme de neige inclut sa double tendance à mourir et à ne pas croire à la possibilité de l'extinction. Sa capacité à l'illusion est source de pathos et d'ironie dramatique. La question est alors de savoir dans quelle mesure le protagoniste obtient, au final, la rédemption grâce à la connaissance et à la réconciliation avec sa condition – et si Frame doit être pris au sens littéral lorsqu'elle fait allusion à un enchevêtrement de lumière et d'obscurité, et donc à la réciprocité entre la mort et la survie.

### The Mythmaker's Office
Un gouvernement imaginaire décide d'interdire le mot mort et tout ce qui s'y rapporte. À la suite de ce bannissement, hôpitaux et médecins se trouvent contraints à la clandestinité, ce qui fait que c'est la vie elle-même qui est menacée. Mais loin d'avoir gagné l'immortalité, les habitants finissent tous par se suicider, à l'exception d'un couple, qui devra recréer la mort pour recréer la vie.

« L’évitement de la mort, comme l’évitement de toute fatalité, débordait sur les zones de vie environnantes, comme un fleuve ravageant la terre qu’il avait autrefois nourrie et rendue fertile. »

### The Bath
Ce texte, initialement paru dans Landfall en septembre 1965, est à considérer comme une histoire d'horreur. Une femme âgée a des difficultés à sortir de son bain. Sa croyance selon laquelle « avec soin, avec réflexion » elle sera capable de vaincre le piège du bain et donc, par implication, de vaincre la mort se révèle totalement erronée. Typique d'une histoire de Frame, la femme dans The Bath pense en termes d'images et de motifs que le lecteur doit interpréter comme des métaphores. Les images du monde fictif sont un ensemble fermé, manipulé pour obtenir la révélation souhaitée.

« Elle agrippa le rebord de la baignoire, mais ses doigts en glissèrent presque aussitôt. Elle n'allait pas paniquer, se dit-elle. Elle essayerait de sortir petit à petit, en faisant très attention. De nouveau, elle se pencha ; de nouveau sa prise se relâcha comme si des mais d'acier avaient délibérément desserré l'étreinte vacillante de ses doigts. Son cœur se mit à battre plus vite, son souffle s'accéléra, sa bouche était sèche. Elle humecta ses lèvres. Si j'appelle à l'aide, songea-t-elle, personne ne m'entendra. Personne au monde ne m'entendra. Personne ne saura que je suis dans ma baignoire et que je ne peux pas en sortir. »

## Poésie
Janet Frame n'a publié qu'un recueil de poèmes de son vivant, The Pocket Mirror, en 1967. Deux autres, The Goose Bath et Storms Will Tell : Selected Poems sont publiés en 2008.
« Yet another poem about a dying child

Poets and parents say he cannot die

so young, so tied to trees and stars.

Their word across his mouth obscures

and cures his murmuring good-bye. [...]

He does not want to spend or share

the engraved penny of light

that birth put in his hand

telling him to hold on tight.

Will parents and poets not understand ? [...]

He must sleep, rocking the web of pain

till the kind furred spider will come

with the night-lamp eyes and soft tread

to wrap him warm and carry him home

to a dark place, and eat him. »
« Encore un poème sur un enfant mourant

Poètes et parents disent qu'il ne peut mourir si jeune,

si attaché aux arbres et aux étoiles.

Leurs paroles sur sa bouche obscurcissent

et guérissent ses murmures d'adieu. [...]

Il ne veut ni dépenser ni partager 

le sou gravé de lumière

que la naissance a mis dans sa main,

lui disant de s'accrocher fort.

Les parents et les poètes ne comprendront-ils pas ? [...]

Il doit dormir, berçant la toile de la douleur

jusqu'à ce que la gentille araignée à fourrure vienne

avec ses yeux de lampe de nuit et sa démarche douce

pour l'envelopper chaudement et le ramener chez lui

dans un endroit sombre, et le manger. »
À quelques exceptions près, les critiques ont laissé la poésie de Janet Frame de côté. Pour l'Observer, la poésie de Frame déçoit, « frappant le lecteur comme des désordres de mots qui se transforment en aimants de réfrigérateur. Quant aux récits de ses poèmes onomatopéiques sur l'Holocauste, ils envoient des spasmes d'horreur anticipés à travers le plexus solaire. »
Pour Gina Mercer, Janet Frame est punie par l'« establishment littéraire » d'avoir franchi l'une des frontières les plus fixes et infranchissables de la littérature, celle qui sépare la poésie de la prose, par exemple en écrivant de la prose poétique et en incluant des chapitres entiers de poésie dans ses explorations fictionnelles. Et pourtant, Frame explore les possibilités poétiques, tant sur le plan de la forme que du contenu. Elle n'écrit pas de poésie « intrinsèquement poétique », mais s'oppose à ces notions restrictives. Elle aborde avec autant de liberté des problèmes individuels, comme le cancer, dans O Lung Flowering like a Tree, que des problèmes mondiaux dans Instructions for Bombing with Napalm. Ses poèmes sont aussi souvent ironiques et humoristiques que sombres et solennels.
La poétesse Paula Green (en) admire « une poésie de sensation, de sonorité, d'élasticité, de fraîcheur [qui] tend la chose la plus ordinaire, offre un moment de doute, esquisse de multiples dimensions, des éclairs et des fantaisies qui surgissent au fil de son écriture.
C. K. Stead (en) est bien plus réservé : « Son mode de pensée naturel n'est pas abstrait, mais imagé. Ses poèmes sont donc principalement des « pensées », des « idées », couchées sous forme de vers libres. Leur faiblesse réside souvent dans le fait qu'ils sont à la fois trop abstraits pour que les images paraissent une réalité solide, dure et irréductible ; et pas assez rigoureux lorsqu'on les considère comme des idées. »
Janet Frame elle-même était pleine de doute envers ces textes.

## Autobiographie
L'autobiographie de Janet Frame rencontre un grand succès public et critique. Elle est d'abord publiée en trois tomes distincts, The Is-Land en 1982, An Angel at my Table en 1984, The Envoy from Mirror City en1985, puis en un seul volume intitulé An Autobiography, contenant des photos tirées de ses archives.
Le premier tome couvre la période jusqu'à la fin de l'école secondaire en 1943 ; le second va de l'entrée à l'université jusqu'au départ pour l'Angleterre en 1956 ; le troisième jusqu'au retour en Nouvelle-Zélande en 1963.
La question de la « véracité », de la fiabilité de ce texte, ainsi que de ses rapports avec le reste de l’œuvre donne lieu à de multiples spéculations.

### Rapports avec le reste de l’œuvre
Claire Bazin considère l'ensemble de l’œuvre comme « un puzzle autobiographique » et fait remarquer que Janet Frame se trouve toujours dans une position ambiguë, entre-deux et paradoxale, ce qui la conduit à choisir d'écrire une autobiographie, tout en dénonçant simultanément le genre comme pesant et traître, elle qui a déclaré que « l'autobiographie est une fiction trouvée. » Helen Gildfind fait cependant remarquer que lorsqu'un lecteur a décidé qu’un texte était autobiographique, il voit tout à travers ce prisme.
Pour Alice Braun, ce n’est qu’en écrivant son autobiographie que Frame a finalement réussi à définir son propre espace d’écrivaine, qui est devenu Mirror City, le lieu imaginaire où elle pouvait se retirer et trouver sa propre paix.
Un mouvement frémissant et contradictoire — lutte et repli — parcourt l'œuvre, l'autobiographie fournissant une version distanciée, apaisée, comme fixée par le temps et la mémoire. Les faits de la vie - l'apprentissage de la carrière d'enseignante et l'échec qui s'ensuit sont décrits au moyen d'images frappantes et de fortes perceptions sensorielles, ainsi que l'approche de la maladie qui apparaît comme "un piège et un refuge". Le personnage du père, faible et parfois cruel, est analysé avec un mélange de pitié et de rancune. Celui de la mère, usée d'avoir vécu pour les autres, comme si elle n'avait pas eu de vie propre, elle qui pourtant aimait la poésie, est vu avec plus de ressentiment encore, puisque son sacrifice constitue une menace aux yeux de celle qui très tôt sut ce qu'elle était : un écrivain.

### Construction
La critique est quasiment unanime à considérer cette autobiographie comme une pure construction. Ainsi, pour Vanessa Finney, « à la fin de l’autobiographie, nous nous retrouvons avec un cadre « pas plus substantiel que celui avec lequel nous avons commencé ». Mais ce qui est en jeu ici, c'est moins notre perception de l'auteure en tant que personne, qu'une nouvelle perception de son pouvoir d'auteur : « La différence, c'est que cette figure d'auteur est l'œuvre de Frame elle-même et qu'elle la contrôle fermement. Elle a textualisé sa propre vie et s'est réapproprié l'autorité de la décrire. Elle réécrit l'image qu'elle souhaite que l'on garde d'elle. »
Simone Oettli-van Delden renchérit : cette autobiographie crée une « image soigneusement construite de Janet Frame en tant qu'écrivain » qu'elle utilise pour dissimuler « l'auteur implicite », tandis que des lacunes cruciales dans l'autobiographie — comme ce qui s'est passé entre 1945 et 1954 — révèlent « le besoin de manipuler le lecteur et de dissimuler l'auteur.» Il s'agit, comme le fait remarquer Gina Mercer, de fournir dans un texte qui n'est pas moins une fiction que ses autres écrits, un contre-argument aux différents récits, mythes et fantasmes qui avaient été générés autour de l’histoire de sa vie. Et aussi, selon Patrick Evans, de remplacer le mythe public de la schizophrénie par le mythe du mauvais diagnostic. Les « faits », les « vérités » et les « souvenirs de vérités » sont transformés en une structure mythique qui mobilise une histoire d'oubli et de souvenir, de traumatisme et de douleur, où l'histoire est un « désordre collant » amorphe, si vaste qu'il résiste à la réduction.
Agnes-Mary Brooke est particulièrement sévère : « L'impression laissée par cette autobiographie n'est pas celle d'une personnalité chaleureuse, mais celle d'une personne déterminée, voire égocentrique, qui a appris très tôt, par un comportement manipulateur, à échapper à des responsabilités ou à des situations qu'elle n'aimait pas, et dont la vie, en partie à cause de cela, a pris une orientation particulièrement introspective, avec tous les inconvénients qui en découlent, ainsi que les avantages. Il y a une tristesse dans ces volumes que même les titres intéressants et les couvertures attrayantes ne compensent pas. »

### Adaptation cinématographique
En 1990, Jane Campion tire un film des trois volumes d'autobiographie, sur un scénario de Laura Jones (en), avec trois actrices dans le rôle de Janet : Alexia Keogh en Janet enfant ; Karen Ferguson en Janet adolescente ; Kerry Fox en Janet adulte.
Les critiques sont dithyrambiques, et le film obtient le Grand prix du jury de la Mostra de Venise. « Œuvre lucide, bouleversante au sens premier, cruelle », ce « biopic intime et déroutant renouvelle radicalement l'exercice, souvent académique, qui consiste à illustrer une vie d'artiste. » « Cinéaste du malaise, Jane Campion trouve dans l’œuvre de Janet Frame de quoi alimenter ses thèmes de prédilection : la gêne, les complexes, l'adolescence. »
Cette « réécriture triomphale de sa vie » nous a persuadés, au fil des ans, de nous souvenir d'elle telle que le film la dépeint, rédimée par l'Art et enfin heureuse. En cédant le contrôle à Campion, Frame a finalement, ironiquement, réussi à remplacer ce que Patrick Evans appelle le « mythe de la schizophrénie » par le « mythe du mauvais diagnostic. »

### Biographie autorisée
En 2000, Michael King publie Wrestling with the Angel, a Life of Janet Frame.  Il s'agit d'une biographie autorisée, Janet Frame ayant cependant demandé à ce que le livre ne soit pas une biographie critique qui analyserait son œuvre, et à ce que ses entretiens avec l'auteur ne soit pas cités textuellement.
La réception est fraiche. Pour Andrew Dean, l'ouvrage ne conserve pas de distance critique et abdique le droit d'examiner les textures littéraires de l'écriture de Frame. » Pour Joanna Griffiths, il est si méticuleux que Frame est surexposée : « L'éclat du génie s'estompe à mesure que nous lisons les détails de ses leçons de conduite, des fluctuations des prix de l'immobilier à Dunedin ou de ses déclarations d'impôts. »
Cette biographie ne comble pas les trous de son autobiographie, ce qui fait dire à certains critiques comme Patrick Evans que le discours officiel qui s’est construit autour d’elle cache encore des secrets. Son image, à force d’être diffusée, n’en est que plus élusive, un « nuage d'inconnu » continue à planer sur certains aspects de son œuvre.

## Réception
Tous les livres de Janet Frame font l'objet d'appréciations opposées. Les critiques ont tendance à reconnaître qu'elle est exceptionnelle, une « visionnaire », voire un « génie », mais dans l'ensemble, ils se sentent mal à l'aise avec ses livres et les recommandent rarement. Pour Gina Mercer — qui, à propos de The Carpathians, a relevé quatre critiques positives, deux négatives et une mitigée à tendance négative — les réactions hostiles aux sujets choisis par Frame — mort, pauvreté, handicaps physiques et mentaux — s'expliquent par leur caractère souvent tabou et négligés en littérature comme dans la société.
Le succès public n'est pas au rendez-vous : dans les bibliothèques publiques néo-zélandaises les livres de Janet Frame ne sont presque jamais empruntés, constate l'universitaire Patrick Evans en 1978. Pour lui, cela s'explique par la difficulté et de la morosité de ses écrits. Il évoque également la réaction de ses étudiants « qui s'étaient inscrits avec impatience à un cours universitaire sur ses œuvres, que j'ai animé il y a plusieurs années. Au début, ils étaient impatients de se lancer dans l'aventure Janet, mais cette vision s'est estompée au fil de l'année et l'écriture a commencé à faire effet. Je sentais l'énergie se dissiper dans la classe ; les absences ont commencé à se multiplier, puis les abandons ; une jeune femme a commencé à prendre du Prozac. « On aimait Janet Frame jusqu'à ce qu'on la lise », a écrit l'un des élèves sur son formulaire d'évaluation de fin d'année. »
Récompensée par de nombreux prix littéraires et par diverses distinctions honorifiques, l’œuvre de Janet Frame jouit d’une renommée incontestable parmi les critiques qui se livrent à des études d'une « sophistication croissante », mais, à l’exception de son autobiographie, ses livres sont loin d’être des succès de librairie.
Janet Frame est à présent presque érigée en mythe, en icône de la littérature néo-zélandaise, quelqu’un dont on parle avec révérence et peu de distance critique. À tort ou à raison, elle apparaît à l'écart, distante, un peu mystérieuse, enveloppée d'une sorte de brouillard d'altérité créé par une intellectualité dont l'originalité brillante l'élève au rang d'écrivains très sérieux. « Continuerons-nous à « aimer Janet Frame » maintenant que nous n'avons plus cette auteure vivante pour insuffler une vie artificielle à ses écrits ? Sera-t-elle lue par ceux de nos descendants qui lisent ? Je ne le pense pas, si elle a été si peu lue en son temps. »
Son nom a été avancé plusieurs fois pour le prix Nobel de littérature,,,.

## Écriture
Des volumes entiers ont tenté de définir si Janet Frame était moderne, post-moderne, postcoloniale, déconstructionniste ou féministe,,. De la même manière, sa fiction a été classée comme mythique, symbolique, psychologique, féministe, expérimentale, ou encore réaliste sociale. Son orientation philosophique est tout aussi difficile à déterminer, son œuvre ne s’inscrivant dans aucune des catégories existantes.
Dans tous le cas, ses livres ne sont pas de tout repos, il ne faut pas compter sur eux pour se divertir le soir.

### Style
La prose de Frame est un matériau hautement volatile. Les mots, les phrases, les paragraphes se comportent comme du mercure sur la page, allant dans tous les sens, formant de nouvelles formes et de nouvelles taches à partir d’une seule tache argentée et tremblante. L’aliénation est signe d’authenticité : les exilés, tels les fous, les excentriques, sont confrontés aux forces répressives d’une société conformiste, matérialiste et qui corrompt le langage.
Janet Frame est une lauréate de la méditation intérieure, ses romans sont constitués de soliloques incessants de personnes en détresse, transmis dans une prose aux multiples métaphores. Ses histoires de troubles familiaux, de traumatismes sur lesquels elle s'attarde, l'ont amenée à être définie, comme une femme qui « s'est extirpée d'un abîme de malheur pour prendre le contrôle de sa vie ». Pourtant, les allusions personnelles sont rendues obscures dans la fiction de Frame par un style intensément métaphorique. Les maisons basculent « comme une mer », la faute repose sur des individus « comme un papillon sur une feuille ». Une métaphore fait tournoyer le paragraphe, dans le monde biaisé de sa nature particulière, puis est vivement poursuivie par une autre, exigeant un autre retournement de la réalité. Le trouble mental est décrit comme un « grand oiseau brun, comme un faucon… qui descend pour fouiller mes entrailles, comme si j'étais un mouton ou un lapin. » L'écrivaine tourne autour de sujets à la fois fascinants et répulsifs, dans une approche oblique.

### Auteur et narrateur(s)
La position de Janet Frame comme auteure est particulière. Du fait de son « sadisme esthétique », « il n'y a pas de mise en scène : juste l'impression d'une auteure debout au-dessus de nous, observant nos luttes désespérées tout en se coupant les ongles. »
Le critique ne se sent pas plus épargné que le lecteur : « Soudain, la maîtresse de cérémonie surgit au-dessus du critique cloué au sol, déployant ses magnifiques ailes, métamorphosée en « vautour » ou « faucon », ses yeux puissants étincelant des reflets de la rampe. D'en haut, elle observe les moindres faits et gestes du critique, comme si elle était sur le point de fondre sur lui avec un gloussement démoniaque à tout instant. Elle apprécie assurément ce jeu, celui de son labyrinthe aux multiples facettes, où les indices abondent mais où les solutions se perdent. »
Un procédé récurrent dans la fiction de Frame consiste à construire un monde ou une histoire avec des composants reconnaissables, tels que des personnages, un lieu et une action (deux filles jouant au ballon, des patients se promenant dans un parc, une fille vivant dans une grande maison avec des domestiques, un garçon faisant pousser des perles, des rubis et des diamants, deux filles partageant une chambre dans une pension de famille...) et finalement à exposer l'artefact en retirant ce monde, en l'effaçant, en le « décréant » et en révélant qu'il n'existait que dans l'esprit des personnages ou des narrateurs.
Thora, dans The Edge of the Alphabet est la première d'une série de narrateurs qui sont très ambigus, multi-individuels, qui évitent délibérément le rôle de figures d'autorité fiables. L’identité du narrateur devient ensuite de plus en plus instable. Ou bien le récit est mené par un narrateur principal qui cède parfois sa place à certains personnages, ou bien il est attribué à plusieurs narrateurs. Son œuvre suit une évolution de la première tendance à la seconde, surtout illustrée par ses derniers romans.
Ce que les narrateurs de Frame visent, ce n’est pas la surface des choses, le vernis lisse de la société conformiste, l’évident, le visible, le tangible, l’immédiatement perçu, mais les couches profondes de la vie intérieure, l'histoire qui n'est pas directement perceptible, qui s'échappe, le monde qui n'est pas là, l'invisible, l'intangible, qu'elle appelle aussi paradoxalement « le réel ».
Les lecteurs sont « sous son contrôle à chaque lecture, contraints de jouer – et de résoudre. Chaque œuvre qu'elle écrit ressemble de plus en plus à un cours magistral d'échecs, apparemment facile à lire du premier coup, parfois déroutant et inutile. » Frame semble tenter délibérément de dévaloriser les méthodes fictionnelles traditionnelles, de dérouter et de semer la confusion chez le lecteur, en rendant implicites des qualités et des valeurs cachées sous la surface de son écriture. Elle propose souvent une fin surprenante, « obligeant le lecteur à relire le roman pour comprendre, ou à le jeter à travers la pièce, frustré d'avoir été si cruellement piégé. »

### Obscurité?
Pour Judith Dell Panny, les romans de Janet Frame « restent obscurs. Je soutiens que l'œuvre de Frame comporte une dimension mystérieuse, ni mystique ni métaphysique. Dans chaque roman, un motif allégorique soigneusement ordonné a été délibérément dissimulé. Une fois révélé, il n'enlève rien à la richesse déjà perçue dans les textes de Frame. Au contraire, il l'enrichit, donnant accès à son ironie, à son humour et à sa parodie les plus subtils, et à certaines des questions les plus importantes implicites dans son œuvre. »
David Callahan (en) la qualifie de « manipulatrice énigmatique des contraintes et de l'étrangeté de la représentation » et considère qu'« il est impossible de traiter même de très petites unités de l'œuvre de Frame comme déchiffrables de manière cohérente, malgré leur invitation provocatrice au lecteur. » Manon-Lili Morand qualifie son écriture de « singulière et parfois absconce. » Joel Gwynne considère que son « inclassabilité intrinsèque » provient de son « indécidabilité, ce modus operandi qui brise les logiques binaires conventionnelles par l'hésitation textuelle. »
Patrick Evans évoque même son « sentiment que son écriture dissimule un secret, un ou plusieurs faits privés, voire un scandale qui, s'il était connu, rendrait son œuvre soudain complète. » Pour lui, « l'atmosphère de son œuvre est presque irrésistiblement sombre : sa texture est chargée d'images et d'allusions ; ses intrigues fourmillent de chausse-trappes conçues pour tromper le lecteur ; sa signification est à moitié énoncée et souvent obscure, comme si le processus d'écriture n'avait pas pleinement libéré les impulsions qui l'ont suscité. »
Marc Delrez résume : « Une vision globale de l'œuvre de Janet Frame ne peut être appréhendée qu'à travers une sorte de diaphragme sensible, qui s'ouvre et se contracte sans cesse, tandis que l'auteur et le lecteur s'efforcent de visualiser les insaisissables étendues de l'être. Le sens de la perspective ajustable de Frame doit peut-être être attribué à sa saine méfiance envers les absolus. »

### Personnages
Janet Frame est ambivalente envers ses personnages, ayant tendance à les considérer comme l’incarnation d’une idée, plutôt qu'à leur donner une vie propre.
Celle qui, en 1958, change son identité légale et ne garde son nom de naissance que pour ses publications, joue souvent avec la convention des noms dans ses nouvelles et ses romans, brouillant les frontières entre les niveaux diégétique et extradiégétique, entre autobiographie et fiction, amenant le lecteur à s'interroger sur le statut ontologique de ses histoires et de ses personnages. Elle déconstruit la figures du personnage et du narrateur, entités normalement uniques et stables, et remet en question la convention réaliste d'un sujet individuel, moteur principal des événements et de qui émane le sens. Elle fait voler en éclats cette convention, substituant aux personnages des personnalités et des voix multiples..
Carol MacLennan a classé les personnages de Janet Frame en quatre catégories. Il y a les individus qui se conforment aux mœurs sociales, les « normaux » ; ceux dont les idées divergentes et le comportement discordant les font qualifier d'« étranges » ou de déviants ; ceux qui évoluent à des degrés divers du conformisme vers la déviance ; et d'autres qui évoluent dans la direction opposée. Mais ni les conformistes ni les déviants ne semblent faire de choix conscients sur la manière dont ils se comporteront ou penseront. Quant à la société, non seulement elle sanctionne négativement ceux qui ne se conforment pas aux codes de pensée et de comportement établis, mais elle ne récompense pas plus ceux qui le font.
Marc Delrez voit seulement deux groupes, les chercheurs et les recherchés. Le premier groupe englobe la duplication des narrateurs et des protagonistes comme Daphné dans Owls Do Cry ou Istina Mavet, la patiente psychiatrique de Faces in the Water, des personnages qui partagent l'attitude autoréflexive de Frame sur la façon dont nous écrivons et parlons. Le deuxième groupe, les recherchés, représente ce que le premier groupe veut comprendre, et regroupe des personnages situés au-delà des limites de l'usage habituel du langage, par le handicap, l'autisme, l'âge, des formes de mutisme sélectif, la lycanthropie, etc. Dans Faces in the Water il y a une naine et une femme-enfant presque muette ; dans The Edge of the Alphabet, un homme atteint du syndrome de Down ; dans Scented Gardens for the Blind, la muette et autiste Vera/Erlene Glace ; dans Intensive Care, la « poupée-normille » Milly Galbraith ; dans Living in the Maniototo, les jumeaux lycanthropes Martin et Adelaide ; et dans The Carpathians, l'autiste Decima James.
Ivane Mortelette classe les personnages de Frame en « adaptables » d'une part, « marginaux » d'autre part, qui tous évoluent dans un monde normatif et inhumain, où l’adéquation entre individu et société ne va pas de soi. Les premiers, comme Teresa Withers dans Owls Do Cry, ont dû s’adapter pour s’y intégrer à tout prix, au risque de renier leur moi profond ; les autres survivent tant bien que mal en marge de l’espace social. Elle-même à l’intersection de différentes formes de marginalité, Janet Frame peuple son œuvre de solitaires, de mal-aimés et de laissés-pour-compte. Comme Ruth, la protagoniste de Snap-Dragons, elle se prend de compassion pour ceux qui sont « unhappy and lost and kind (malheureux et perdus et gentils) ». Gina Mercer renchérit : « Chacune de ses œuvres explore un aspect de la dualité contraignante entre oppresseur et opprimé. Elle déplore et célèbre en même temps toute la richesse détruite ou niée par cette oppression systématique. »

## Thèmes

### Mort
« Les déguisements varient, et les artifices de langage sont différents ; mais ce sont toujours des déguisements et des artifices, dont le rôle est de dissimuler la même sensibilité et les mêmes expériences qu'auparavant, pour ensuite les révéler à quelques privilégiés. Aussi loin que s'éloigne de nous l'expérience dommageable mais créatrice, le créateur blessé semble rester fondamentalement le même, créant des énigmes verbales qui rebutent le lecteur occasionnel, mais entraînent l'initié à travers les couches de langage vers une vérité toujours la même, vers la mort qui, comme le dit le scarabée noir de Scented Gardens for the Blind, est le dénominateur commun de toutes choses. »
Le thème de la mort, présent dans tous les textes, est au centre du roman The Rainbirds et de la nouvelle The Mythmaker'sOffice.

### Apocalypse
La fiction de Janet Frame est pleine de catastrophes. Son œuvre examine en permanence les ruptures dramatiques et violentes qui se produisent dans la conscience individuelle mais aussi au niveau social et mondial. Elle établit un lien explicite entre les moments d’apocalypse personnelle – la mort ou la perte de la volonté autonome – et les échecs ou effondrements de la civilisation à plus grande échelle. La lobotomie de Daphne Withers dans Owls Do Cry, laisse entrevoir un effondrement plus large de l'humanité, un retour à un état dans lequel la vie, comme le dit Toby Withers, « n'est pas civilisée ». Dans Scented Gardens for the Blind, l'élimination d'Erlene Glace se reflète dans la destruction atomique de la Grande-Bretagne. Dans The Carpathians, la menace de l'Étoile de la Gravité — une mystérieuse force extraterrestre qui provoque l'effondrement complet de la mémoire, du langage et de la distance — fait écho à la menace qui traque chaque individu : qu'il soit oublié après la mort.
L'apocalypse est également un outil de clôture narrative, par exemple dans l'élimination textuelle de Mattina Brecon dans The Carpathians ou le suicide de Zoe Bryce dans The Edge of the Alphabet.
Mais chaque point d'effondrement révèle le triomphe de la matérialité du monde objectif. La possibilité d'un langage abstrait et absolu est remplacée par le langage animal « de glace et de pierre » de Scented Gardens for the Blind, ou bien réduite à des excréments physiques, un alphabet fait de « traces de crottes animales et humaines » dans The Carpathians. Intensive Care s'achève sur la réaffirmation du lien entre l'humain et l'animal et, grâce à la pierre qui marque la mort de Malfred Signal dans State of Siege, le monde physique connaît sa revanche ultime.
Mais Frame suggère néanmoins que le processus de deuil, dans lequel le soi affronte la mort et l'expérience de la perte et fait face à la réalité existentielle de l'échec, restaure la vie et la force. Les fins de certains de ses romans, pour apocalyptiques qu’elles soient, n’en laissent pas moins entrevoir l’espoir d’une rédemption et d’un nouveau départ.

### Langage
Scented Gardens for the Blind et A State of Siege partagent une préoccupation pour les limites conceptuelles du langage humain, supplanté en fin de compte par un jargon étrange et inintelligible facilement perçu comme dé-créatif, malgré le rôle que l’auteur lui réserve comme le nouveau langage de l’humanité.
L'œuvre de Janet Frame s'intéresse principalement aux structures improbables et souvent paradoxales sur lesquelles reposent nos perceptions culturelles. L'une de ces structures les plus fondamentales est le langage et Janet Frame en fait régulièrement le sujet même de ses écrits. Elle le considère avec affection et admiration, mais aussi avec appréhension, voire avec terreur. Elle est constamment consciente de sa puissance et de sa faiblesse paradoxale. Il a des limites et des frontières ; une frontière définit et communique une forme, c'est sa vertu. Ce faisant, cependant, elle confine et restreint la communication de toute autre forme, ce qui constitue son redoutable pouvoir.

### Voyage et quête
Pour Isabel Michell, deux des caractéristiques marquantes de l'écriture de Janet Frame sont les thèmes récurrents du voyage et de la quête, avec leurs attentes d'arrivée, et un sentiment omniprésent d'absence de lieu. Ses personnages sont à la fois perdus et nostalgiques : des migrants perpétuels qui vivent et expriment leur déplacement dans toute la gamme des termes littéraux, métaphoriques et finalement universels.

## Publications

### Romans
- (en) Owls Do Cry, Christchurch, Pegasus Press, 1957
  - Traduction française : La Chambre close (trad. Catherine Vieilledent), Aix-en-Provence, Alinéa, 1986 (ISBN 2-904631-18-6).
  - Réédition sous le titre Les Hiboux pleurent vraiment (trad. Catherine Vieilledent, préf. Viviane Forrester), Paris, Joëlle Losfeld, 1994 (ISBN 2-909906-34-5). Repris en Rivages Poche, 2002 (ISBN 2-7436-0940-0)
- (en) Faces In the Water, Christchurch, Pegasus Press, 1961
  - Traduction française : Visages noyés (trad. Solange Lecomte), Paris, Seuil, 1963. Réédition chez Joëlle Losfeld, 1996 (ISBN 2-909906-67-1)[134]. Repris en Rivages Poche, 2004 (ISBN 2-7436-1239-8)
- (en) The Edge of the Alphabet, Christchurch, Pegasus Press, 1962
- (en) Scented Gardens for the Blind, Christchurch, Pegasus Press, 1963
  - Traduction française : Le Jardin aveugle (trad. Dominique Mainard), Paris, Joëlle Losfeld, 1998 (ISBN 2-909906-95-7). Repris en Rivages Poche, 2004  (ISBN 2-7436-1238-X)
- (en) The Adaptable Man, Londres, W.H. Allen, 1965
- (en) A State of Siege, New-York, G. Braziller, 1966 (ISBN 0807609862)
  - Adaptation cinématographique de Vincent Ward scénario de Janet Frame, 1978, 52 mn. Voir en ligne
- (en) The Rainbirds, Londres, W. H. Allen, 1968. Paru aux États-Unis sous le titre Yellow flowers in the antipodean room, G. Braziller, 1969
- (en) Intensive Care, New-York, G. Braziller, 1970 (ISBN 080761341X)
- (en) Daughter Buffalo, New-York, G. Braziller, 1972 (ISBN 080760657X)
  - Traduction française : La Fille-bison, Paris, Joëlle Losfeld, 2002 (ISBN 2-84412-122-5)
- (en) Living in the Maniototo, New-York, G. Braziller, 1979 (ISBN 0807609269)
  - Traduction française : Parmi les buissons de Matagouri (trad. Françoise Robert), Paris, Hommes et groupes, 1986 (ISBN 9782869840041)
- (en) The Carpathians, Auckland, Century Hutchinson, 1988 (ISBN 0747502463)
  - Traduction française : Les Carpates (trad. Pierre Furlan), Noville-sur-Mehaigne, Esperluète Éditions, 2021 (ISBN 9782359841343)
- (en) Towards Another Summer, Auckland, Vintage, 2007 (ISBN 9781869418687)
  - Traduction française : Vers l'autre été (trad. Marie-Hélène Dumas), Paris, Joëlle Losfeld, 2011 (ISBN 978-2-07-078788-3)
- (en) In the Memorial Room, Melbourne, Text Publishing, 2013 (ISBN 9781922147134)

### Nouvelles
- (en) The Lagoon & Other Stories, Christchurch, Caxton Press, 1951
  - Traduction française : Le Lagon et autres nouvelles (trad. Jean Anderson et Nadine Ribault, postface Nadine Ribault), Paris, Des Femmes, 2006 (ISBN 978-2-7210-0527-4). L'édition française comprend trois textes autobiographiques de Janet Frame parus en revues, et une postface de l'une des traductrices, Nadine Ribault, où elle raconte sa rencontre avec l'auteur à Dunedin en 2002[135]. Le recueil est au programme de l'agrégation d'anglais en 2012[136].
- (en) Snowman Snowman : Fables and Fantasies, New-York, G. Braziller, 1963
  - Traduction française : Bonhomme de neige, bonhomme de neige (trad. Keren Chiaroni et Élisabeth Letertre), Paris, des Femmes-Antoinette Fouque, 2020 (ISBN 978-2-7210-0720-9)
  - Version audio : Voix Isabelle Carré, 3 h 15 mn, Des Femmes, 2022[137]. Grand Prix Classique du livre audio 2023 de La Plume de Paon[138].
- (en) The Reservoir : Stories and Sketches, New-York, G. Braziller, 1963[139]
- (en) You Are Now Entering the Human Heart, Wellington, Victoria University Press, 1983 (ISBN 0864732384)
  - Traduction française : Poussière et lumière du jour, Paris, Joëlle Losfeld, 1995 (ISBN 2-909906-51-5). L'édition française comprend des textes parus initialement dans The Lagoon
- (en) Gorse is not People : New and uncollected stories, Auckland, Penguin, 2012 (ISBN 9780143567707). Réédité sous le titre Between my Father and the King, Counterpoint, 2013 (ISBN 9781619021693). Extraits en ligne

### Poésie
- (en) The Pocket Mirror, New-York, G. Braziller, 1967 (ISBN 0807612723)
- (en) The Goose Bath, Auckland, Vintage, 2008 (ISBN 9781869790172). Lire 3 poèmes en ligne.
- (en) Storms Will Tell : Selected Poems, Tarset, Bloodaxe Books, 2008 (ISBN 978-1-85224-789-8)

- (en) Poèmes lus par Janet Frame. Écouter en ligne.

### Livre pour enfant
- (en) Mona Minim and the Smell of the Sun (ill. Robin Jacques), New-York, G. Braziller, 1969

### Autobiographie

#### Article
- (en) « Beginnings », Landfall, vol. 19, no 1,‎ mars 1965, p. 40-47 (lire en ligne)

#### Ouvrages
- (en) To the Is-Land : an Autobiography, New-York, G. Braziller, 1982 (ISBN 0807610429)
  - Traduction française : Ma terre, mon île : récit (trad. Anne Damour), Paris, Les Belles Lettres, 1992 (ISBN 2-84412-052-0)
  - Réédité sous le titre Ma terre, mon île ; Un ange à ma table, 1, Paris, Joëlle Losfeld, 2000 (ISBN 978-2844120526)
- (en) An Angel at my Table : An Autobiography : volume two, Auckland, Hutchinson, 1984 (ISBN 0091569109)
  - Traduction française : Un ange à ma table, Paris, Joëlle Losfeld, 2000
  - Réédition sous le titre Un été à Willowglen ; Un ange à ma table, 2 (trad. Françoise Robert), Paris, Joëlle Losfeld, 2011 (ISBN 978-2-07-078794-4)
- (en) The Envoy From Mirror City : An Autobiography : Volume three, Auckland, Hutchinson, 1985 (ISBN 0807611247)
  - Traduction française : Le messager ; Un ange à ma table, 3 (trad. Dominique Mainard), Paris, Joëlle Losfeld, 1996 (ISBN 2-909906-64-7) Réédité en 2011  (ISBN 978-2-07-078795-1)
- (en) An Autobiography, Auckland, Century Hutchinson, 1989 (ISBN 1869410297). Les trois tomes en un volume, auxquels s'ajoutent 32 photographies. Publicité de l'éditeur en ligne.

#### Adaptation cinématographique
- Un ange à ma table, film de Jane Campion, scénario de Laura Jones[140], 1990[141]

### Correspondance
- (en) Dear Charles, dear Janet : Frame & Brasch in correspondence, Auckland, Holloway Press, 2010 (ISBN 9780986461804)
- (en) Jay to Bee : Janet Frame's letters to William (Bill) Theophilus Brown, 1969-1971, Berkeley, Counterpoint, 2016 (ISBN 9781619027282)

### Anthologies
- (en) Carole Ferrier (ed.), The Janet Frame Reader, Londres, Women's Press, 1995 (ISBN 9780704344341)
- (en) Denis Harold, Pamela Gordon (ed.), Janet Frame in Her Own Words, Sydney, Penguin, 2011 (ISBN 9781742532349)Anthologie d'essais, articles de critiques littéraires, conférences et interviews. (Extraits en ligne)

### Biographie
- (en) Michael King, Wrestling with the Angel : a Life of Janet Frame, Auckland, Penguin, 2000 (ISBN 0-330-35277-6) [142]Un documentaire télévisé a été tiré de la biographie de Michael King. Voir en ligne

### Ouvrages
- Brigitte Barry, De l'autobiographie à la fiction : la poétique de Janet Frame, Thèse, Université Paris 10, 1999 (présentation en ligne)
- (en) Claire Bazin, Janet Frame, Northcote House, 2011 (ISBN 978-0-7463-1011-3)
- (en) Jan Cronin (dir.) et Simone Drichel (dir.), Frameworks: Contemporary Criticism on Janet Frame, Amsterdam, Rodopi, 2009 (ISBN 978-90-420-2676-6, lire en ligne)
- (en) Jan Cronin, Frame Function : An Inside-Out Guide to the Novels of Janet Frame, Auckland, Auckland University Press, 2011 (ISBN 9781869404864)
- (en) Jeanne Delbaere, The Ring of Fire, Essays on Janet Frame, Sydney, Dangaroo Press, 1992 (ISBN 9781875523085)
- (en) Marc Delrez, Manifold utopia : the novels of Janet Frame, Rodopi, 2002 (ISBN 978-9042015180)
- (en) Patrick Evans, Janet Frame, Boston, Twane, coll. « Twayne's world authors series », 1977 (ISBN 978-0805762549)
- Christine Gartner, Janet Frame : Une chambre à soi dans le langage, L'Harmattan, 2023 (ISBN 9782140332548)
- (en) Gina Mercer, Janet Frame subversive fictions, University of Queensland Press, 1994
- Ivane Mortelette, Janet Frame : The Lagoon and other stories, Atlande, 2010 (ISBN 978-2-35030-130-3)

### Articles de presse
- Claire Devarrieux, « Naufragés de l'asile. Janet Frame. Visages noyés. », sur Libération, 10 octobre 1996
- Claire Devarrieux, « Bison futée », sur Libération, 11 juillet 2002
- Claire Devarrieux, « Janet Frame, le style et le Styx. », sur Libération, 30 janvier 2004
- Christine Jordis, « Janet Frame, écrivain néo-zélandais », Le Monde,‎ 30 janvier 2004 (lire en ligne)
- Frédérique Fanchette, « Janet Frame. Visages noyés », sur Libération, 11 juin 2004
- Josyane Savigneau, « Une nouvelle visite à Janet Frame », Le Monde,‎ 20 avril 2006 (lire en ligne)
- Claire Devarrieux, « Un week-end à vol d’oiseau », sur Libération, 24 mars 2011
- Dominique Conil, « Janet Frame, vers les autres étés », sur Mediapart, 3 août 2011 (consulté le 20 juillet 2025)
- (en-GB) Catherine Taylor, « From poverty, psychiatric hospital and writing in a shed to literary stardom: Janet Frame at 100 », The Guardian,‎ 17 août 2024 (lire en ligne)

### Critique universitaire

#### Articles généraux
- (en) Ken Bragan, « Survival after the Cold Touch of Death: The Resurrection Theme in the Writing of Janet Frame », Journal of New Zealand Literature, no 11,‎ 1993 (lire en ligne)
- (en) Ruth Brown, « Beyond the Myth: Janet Frame Unframed », Journal of New Zealand Literature, vol. 21,‎ 2003 (lire en ligne)
- (en) Patrick Evans, « The "Frame Effect" », New Zealand Review of Books,‎ 2003 (lire en ligne)
- (en) Patrick Evans, « Dr. Clutha's Book of the World: Janet Paterson Frame, 1924-2004 », Journal of New Zealand Literature, no 22,‎ 2004 (lire en ligne)
- (en) Patrick Evans, « 'The uncreating word': Janet Frame and 'mystical naming' », Journal of New Zealand Literature, vol. 28,‎ 2010 (lire en ligne)
- (en) Vanessa Finney, « What Does 'Janet Frame' Mean ? », Journal of New Zealand Literature, no 11,‎ 1993 (lire en ligne)
- (en) Helen Gildfind, « Meeting Janet Frame », Antipodes, vol. 22, no 2,‎ 2008 (lire en ligne)
- (en) Carol MacLennan, « Conformity and Deviance in the fiction of Janet Frame », Journal of New Zealand Literature, vol. 6,‎ 1988 (lire en ligne)
- (en) Isabel Michell, « The Maternal as Site of Possibility in Janet Frame's 'Fictional Exploration' », Journal of New Zealand Literature, vol. 27,‎ 2009 (lire en ligne)
- (en) Manon-Lili Morand, « Fiction and Freedom: Janet Frame’s Commitment », Commonwealth essays and studies, vol. 38, no 1,‎ 2015 (lire en ligne)
- Catherine Paulin, « L’écriture de soi : genres discursifs, mode discursif ? Le récit des internements de Janet Frame : Faces in the Water, An Autobiography », Études de stylistique anglaise, no 12,‎ 2018 (lire en ligne)
- (en) Anna Smaill, « The Apocalyptic Imagination of Janet Frame », Journal of New Zealand Literature (JNZL), nos 36-2,‎ 2018 (lire en ligne)
- (en) Allan Weiss, « The Form and Function of the Modern Fable in Janet Frame’s Short Stories », Commonwealth Essays and Studies, vol. 33, no 2,‎ 2011 (lire en ligne)

#### Articles sur l’œuvre autobiographique
- (en) Susan Ash, « 'The Absolute, Distanced Image': Janet Frame's Autobiography », Journal of New Zealand Literatur, vol. 11,‎ 1993 (lire en ligne)
- Brigitte Barry, « Traces écrites, traces filmiques : l’autobiographie en mouvement, de Janet Frame à Jane Campion », Tropismes, no 10,‎ 2002 (lire en ligne)
- (en) Claire Bazin, « From the Rim of the Farthest Circle », Journal of New Zealand Literature, vol. 24, no 1,‎ 2006 (lire en ligne)
- (en) Nicolas-Pierre Boileau, « “Hark, hark, the dogs do bark”: Is Children’s Poetry Threatening Janet Frame in An Autobiography ? », e-Rea, revue électronique d'études sur le monde anglophone, no 5.1,‎ 2007 (lire en ligne)

- (en) Alexis Brown, « An Angel at My Table (1990) : Janet Frame, Jane Campion, and Authorial Control in the Auto/Biopic », Journal of New Zealand Literature, nos 34-1,‎ 2016 (lire en ligne)
- (en) Diane Caney, « Janet Frame and "The Tempest" », Journal of New Zealand Literature, vol. 11,‎ 1993 (lire en ligne)
- (en) Jan Cronin, « Wrestling with the Angel: a Life of Janet Frame – Review », Kōtare, vol. 3, no 2,‎ 2000 (lire en ligne) (à propos de la biographie de Michael King)
- (en) Andrew Dean, « Reading An Autobiography : Michael King, Patrick Evans and Janet Frame », Journal of New Zealand Literature, vol. 29, no 1,‎ 2011 (lire en ligne)
- (en) P. D. Evans, « "Farthest from the heart" : the auto-biographical parables of Janet Frame », Modern Fiction Studies, vol. 27, no 1,‎ 1981 (lire en ligne)
- (en) Suzette A. Henke, « Jane Campion frames Janet Frame : a portrait of the artist as a young New Zealand poet », Biography, University of Hawai'i Press, vol. 23, no 4,‎ 2000 (lire en ligne)
- (en) Gina Mercer, « 'A Simple Everyday Glass': The Autobiographies of Janet Frame », Journal of New Zealand Literature, vol. 11,‎ 1993 (lire en ligne)
- (en) Ivane Mortelette, « 'A Proof That I Did Exist' : Janet Frame and Photography », Journal of New Zealand Literature, vol. 24, no 1,‎ 2006 (lire en ligne)

#### Articles sur des œuvres particulières
- (en) Susan Ash, « Janet Frame : the female artist as hero », Journal of New Zealand Literature, vol. 6,‎ 1988 (lire en ligne) [À propos de State of Siege]
- (en) Claire Bazin, « Janet Frame: Keel and Kool or Autobiogra/fiction », Commonwealth essays and studies, vol. 29, no 2,‎ 2007 (lire en ligne)
- (en) Tonya Blowers, « Madness, Philosophy and Literature: A Reading of Janet Frame'sFaces in the Water », Journal of New Zealand Literature, vol. 14,‎ 1996 (lire en ligne)
- (en) Alice Braun, « The Author at Work – Two Short Stories by Janet Frame », Commonwealth essays and studies, vol. 30, no 1,‎ 2007 (lire en ligne)
- (en) Alice Braun, « “The enormous burden upon the I to tell all”: Metafiction as Unveiling in Janet Frame’s Living in the Maniototo », Commonwealth essays and studies, vol. 35, no 1,‎ 2012 (lire en ligne)
- (en) Josephine Carter, « An Other Form of Ghost Story: Janet Frame's The Adaptable Man », Interdisciplinary Literary Studies, vol. 13, nos 1/2,‎ 2011 (lire en ligne)
- (en) Jan Cronin, « “What is’t that ails young Harry Gill ?”. Containers, Contents, and Composition in Janet Frame’s In The Memorial Room », Commonwealth Essays and Studies, vol. 36, no 2,‎ 2014 (lire en ligne)
- (en) David Callahan, « Other Countries and the Terrain of Representation in The Adaptable Man », Journal of New Zealand Literature, vol. 33,‎ 2015 (lire en ligne)
- (en) Gabrielle Cindy, « “Nothing, Not a Scrap of Identity” : Janet Frame’s Vision of Self and Knowledge in A State of Siege », Ariel: a review of international english literature, vol. 42, nos 3-4,‎ 2012 (lire en ligne)
- (en) Jan Cronin, « 'Encircling Tubes of Being': New Zealand as Hypothetical Site in Janet Frame's A State of siege », Journal of New Zealand Literature, vol. 23,‎ 2005 (lire en ligne)
- (en) Marc Delrez, « The Eye of the storm : Vision and survival in A State of siege », Université de Liège,‎ sans date (lire en ligne)
- (en) Marc Delrez, « The Missing Chapter in Janet Frame's Living in the Maniototo », Journal of New Zealand Literature, vol. 24, no 1,‎ 2006 (lire en ligne)
- (en) Judith Dell Panny, « A Hidden Dimension in Janet Frame's Fiction », Journal of New Zealand Literature, vol. 11,‎ 1993 (lire en ligne) [À propos de Intensive Care]
- (en) Vanessa Guignery, « Is there a Story in Janet Frame's The Lagoon and Other Stories ? », Études anglaises, vol. 63, no 3,‎ 2011 (lire en ligne)
- (en) Joel Gwynne, « Inertia Creeps: Hesitancy in Janet Frame’s Short Fiction », Commonwealth essays and studies, vol. 29, no 2,‎ 2007 (lire en ligne)
- (en) Bruce Harding, « The Nativization of Feeling: Motifs of Bonding to the past and to the Land in Janet Frame's A State of Siege (1966) and in The Carpathians (1988) », Journal of New Zealand Literature, vol. 18/19,‎ 2000/2001 (lire en ligne)
- (en) Penelope Ingram, « Can the Settler Speak ? Appropriating Subaltern Silence in Janet Frame's The Carpathians », Cultural Critique, vol. 41,‎ 1999 (lire en ligne)
- (en) Jennifer Lawn, « Docile Bodies: Normalization and the Asylum in Owls Do Cry », Journal of New Zealand Literature, vol. 11,‎ 1993 (lire en ligne)
- (en) Gina Mercer, « Exploring 'The Secret Caves of Language': Janet Frame's Poetry », Meanjin, vol. 44, no 3,‎ 1985 (lire en ligne)
- (en) Ian Richards, « The Facts of Life: Janet Frame's The Bath », Journal of New Zealand Literature, vol. 18/19,‎ 2000/2001 (lire en ligne)
- (en) Robert T. Robertson, « Bird, Hawk, Bogie : Janet Frame, 1952-62 », Studies in the Novel, vol. 4, no 2,‎ 1972 (lire en ligne) [À propos de Owls Do Cry, Faces in the Water et The Edge of the Alphabet]
- (en) Eve Scopes, « Re-Visioning Daughter Buffalo », Journal of New Zealand Literature, vol. 11,‎ 1993 (lire en ligne)
- (en) Allan Weiss, « The Form and Function of the Modern Fable in Janet Frame’s Short Stories », Commonwealth essays and studies, vol. 33, no 2,‎ 2011 (lire en ligne)

### Audio
- Janet Frame, France Culture, 14 février 2009, 58'. Écouter en ligne.

### Vidéo
- Un ange à ma table, de Jane Campion, v.o. sous-titrée portugais. Voir en ligne.
- Lecture de ses poèmes par Janet Frame

## Hommages et distinctions
- En 1983, Janet Frame est nommée membre de l'Ordre de Nouvelle-Zélande et commandeur de l'ordre de l'Empire britannique[1].
- Elle est docteur honoris causa de l'université de Waikato et de l'université d'Otago.
- À Rennes, son nom est donné au Centre thérapeutique de jour[143].